# 子安武人
子安武人（日语：／ Koyasu Takehito，1967年5月5日—），日本男性配音員。出身於日本神奈川縣橫濱市。身高174cm。A型血。長男子安光樹也從事配音工作。

## 簡介
1988年至1998年間從屬Production baobab，1998年至今現在是個人事務所T's Factory代表。

## 來歷
子安稱以前國中時期原本是想成為電影演員，於是把去學校上課的時間用在看電影看了一整天。直到有一次偶然看了動畫《銀河鐵道999》主角星野鐵郎踏上旅途的那一段畫面而深受無比感動與幸福。從此對聲優產生興趣，並以「立體性的演技」作為目標。高中畢業之後，進入聲優培訓學校。

### 聲優活動
1988年，以電視動畫《IQ零蛋多毛狗》出道。次年1989年的另一齣電視動畫《天空戰記》角色夜叉王黑木凱是首次聲演要角。但《天空戰記》當初並沒有說黑木凱到底是正派還是反派，因此子安本身對於這個角色沒有十足的把握，一個台詞重複錄製了數十次。經過這次的經驗雖然提升了自己的知名度，但卻是不完全的燃燒。
1992年，擔任電視動畫《宇宙騎士BLADE》主角的對手相羽伸也的配音，並在採訪中屢次稱這是自己「最喜歡的角色」，是讓自己演技重新振作起來的角色。因此當時認為自己能勝任，但是在回顧影片的內容時中卻感到失望。以此為勉使得自己不斷努力。
1999年，於導演富野由悠季編導電視動畫《∀鋼彈》飾演基姆·金卡拉姆時，子安稱自己第2次聲演反派。還有在2002年繼續參加富野執導作品《帝皇戰紀》時，由於幫第22話「亞加多的結晶」登場角色阿斯哈姆·布恩配音配得太過於熱情，而引發過度換氣症候群。
2020年，長男子安光樹首度在《決鬥大師》的宣傳動畫中共同演出。4月，父子2人一起在廣播節目《武人、光樹的KOYASU RADIO》中擔任主持。5月5日，於生日這天，宣布T's Factory的官方網站和官方Twitter正式啟用，同時基本資料也公開。
2021年，獲得第15屆聲優Awards助演男優獎。

### 其它活動
1990年代後半，由子安親自原案的《Weiß kreuz》播出電視動畫之後。與在同名作品合作的同行三木真一郎、關智一、结城比吕共4人组成聲優團體「Weiß」，後來Weiß在動畫聲優雜誌中初次亮相。另外，2000年到2001年間以「ZAZEL」名義進行音樂活動。
子安在主持廣播節目《子安武人的Love Love Sho-Comi島》時，對女性聽眾以「小貓咪」稱呼。

## 人物
子安的名字之所以會叫「武人」，這是因為自己是在日本兒童節的日子出生。座右銘是「在二次元做三次元的事」。於對戰格鬥遊戲《格鬥天王'97》第一次為矢吹真吾配音時，說自己開始喜歡玩電玩遊戲，並把自己的作品當作玩遊戲一般出演，不過不怎麼擅長動作和射擊遊戲。
子安從聲優出道以來演出的角色類別相當廣泛，也有多次參演鋼彈系列作品的經驗。知名的角色大部份都是比主角亮眼的怪人或惡人、不論是搞笑型的、或是嚴肅型的角色皆為其拿手的範圍內，另一方面一些其貌不揚或性情古怪的角色他也非常擅長，另外也配有很多美型或是帥哥類的角色，令子安在女性之間的人氣也非常的高，其人氣甚至不輸給近期出現的偶像型聲優。
2000年5月，鹽澤兼人意外驟逝之後，其配音角色大多由子安和山崎巧繼承。

### 軼事
子安自稱喜歡聲演反派角色，在參演時會考慮角色在故事中「為什麼會變壞」、「背負著什麼樣的東西」等深度的哲學問題。
2003年，子安為漫畫改編電視動畫《鼻毛真拳》主角阿母配音開始，常與同名作品一起合作的同行小野坂昌也、太田真一郎等人以名義和原作者澤井啟夫進行交流。並在原作邁入最終回時，與澤井一同祝賀。
尊敬的人是演員、配音員廣川太一郎。2008年3月初，廣川癌逝之後，子安在自己的網誌稱「心靈老師去世了」作為給廣川的追思文。
在《JoJo的奇妙冒險》中為DIO配音時，其狂野而充滿陰謀的表現完美符合了DIO的人設，使人為之驚嘆。他的聲音某程度上亦被DIO這個角色所定型，導致日後為其他角色配音時，感覺像是DIO在說話般。

## 演出
粗體字表示主要角色。

### 電視動畫

#### 1990年代及以前
1988年
- 極速悍將（日语：F (漫画)）
- IQ零蛋多毛狗（日语：どんどんドメルとロン）[注 3]

1989年
- 動畫三槍手（日语：アニメ三銃士）（法蘭索瓦）
- 機動警察（整備員、作業員B、男D、警官、SSS隊員）
- 森林大帝 (1989年版)（朱利安）
- 麵包超人（〈初代〉、玉米小子）
- 天空戰記（夜叉王凱／黑木凱）
- 魔動王（黑武者）
- 亂馬½（年輕八寶齋）

1990年
- 偶像天使陽子（大地）
- NG騎士檸檬汽水&40（才藏）
- 功夫貓黨（力奇、錦之助）
- 超時空遊俠（哈曼）
- 快樂的嚕嚕米一家（ヨクサル）
- 七海遊龍（銀騎士馬琉）
- 魔法天使甜蜜薄荷（日语：魔法のエンジェルスイートミント）（巨魔）
- 勇者凱撒（耶曼王子）
- 三眼神童（夫）
- 亂馬½ 熱鬥篇（大介、年輕時的八寶齋（日语：八宝斎））

1991年
- 少年劍道王直角（鄉慎太郎[17]）
- 超級劍豪傳（光之介）
- 機甲警察金屬傑克（ジョンマクスン、廣播）
- 快樂的嚕嚕米一家（司那夫金（英语：Snufkin））
- 人魚公主 瑪莉娜的冒險（日语：人魚姫 マリーナの冒険）（賈斯汀王子）

1992年
- 踢向明天（日语：あしたへフリーキック）（蘭堂真）
- 宇宙騎士騎格武士利刃（惡魔鐵加曼／相羽新野）
- 美味大挑戰（鏡洋關）[注 4]
- 超電動機械人 鐵人28號FX（巴拉）
- 勇者傳說達鋼（七合變體魔王）
- 夢幻冒險 長靴貓的冒險（珍妮）
- 緞帶魔法姬（有坂靜／森恩·亞雷）
- YAWARA！（服務生）
- 幽☆遊☆白書（累中不良的首領、邪鬼）
- 魔法公主 Minky Momo（日语：魔法のプリンセスミンキーモモ）（大衛、王子）
- 流星機學生霸（日语：流星機ガクセイバー）（喬治·細井）
- 亂馬½ 熱鬥篇（牛郎）

1993年
- 麵包超人（瓢蟲小子）
- 機動戰士V鋼彈（蘭雅·薩巴托、士兵A）
- 勇者特急隊（蘭）
- 南國少年奇小邪（茨木）

1994年
- 機動武鬥傳G鋼彈（貝魯曼博士）
- （松本人志）
- SAMURAI SPIRITS ～破天降魔之章～（塔姆塔姆）
- 淘氣貓 喵喵三丁目 (第2期)（小鳥）
- 超變身俏妞（日语：超くせになりそう）（常勝中主將）
- DNA²（菅下龍二）
- 霸王大系龍騎士（弗洛伊）
- 超時空要塞7（加姆林·木崎）
- 咕嚕咕嚕魔法陣 (1994年版)（吟遊詩人、人獸達特吉娃鼠）
- 勇者警察傑德卡（受害者奧蘭多、間柴史郎）
- 幽☆遊☆白書（城戶亞沙斗）

1995年
- 愛天使傳說（沙杜拉）
- 怪盜Saint Tail（戴}）
- 白雪公主的傳說（日语：白雪姫の伝説）（理查王子）
- 新機動戰記鋼彈W（傑克斯·馬吉斯／米利亞爾特·匹斯克拉福特）
- 新世紀福音戰士（青葉茂）
- 快打旋風II V（商人）
- 秀逗魔導士（紅法師雷藏、複製雷藏、沙那法）
- 夢幻遊戲（星宿）

1996年
- H2（廣田勝利）
- 妖精狩獵者（安迪）
- 蠟筆小新（本田、工程師）
- 機械女神J（花形美劍）
- 逮捕令（青柳哲）
- 名偵探柯南（那智真吾）
- 鋼鐵神兵（米拉）
- 勇者指令達古王（廣瀨海／渦輪海／達古渦輪／超級列車達古王、部分Avant-title旁白）
- 蒙面俠蘇洛傳（費爾南多）

1997年
- 金田一少年之事件簿（火村康平）
- CLAMP學園偵探團（海老原老師、數寄屋橋壽）
- 蠟筆小新（老師）
- 少女革命（桐生冬芽）
- 忍者亂太郎（1997年－，大木雅之助〈第2代〉[注 5]、村人B、忍者）
- 爆笑吸血鬼'99（阿爾卡特·馮·摩斯基頓）
- MAZE☆爆熱時空（塞巴魯）
- 忍者乱太郎（大木雅之助 〈第2代〉）

1998年
- EAT-MAN'98（日语：EAT-MAN）（馬爾科）
- 異次元的世界（達魯·那魯西斯三世）
- 頭文字D（高橋涼介）
- Weiß kreuz（AYA〈藤宮蘭〉）
- 銀河漂流華爾分13（艾倫·強八）
- 時空轉抄納斯卡（館正成／亞瓦爾）
- SHADOW SKILL-影技-（凱·辛格）
- 機械女神J to X（花形美劍）
- 青澀之戀（若老師）
- 槍神Trigun（羅德里克總長）
- 女棒甲子園（高杉宏樹[18]）
- 炸彈人 彈珠人爆外傳（應聲寶）
- 神奇寶貝（小三郎）
- 魔術士歐菲（弗雷姆巴特）
- 浪客劍心（陣風[19]）

1999年
- 頭文字D Second Stage（高橋涼介）
- 快感指令（日语：快感・フレーズ）（大河內也）
- 週刊故事樂園（日语：週刊ストーリーランド）（獵師、好雄）
- 神八劍傳（日语：神八剣伝）（凱·諾瓦里）
- 星界的紋章（阿托斯魯爾·瞬·阿托斯·魯夫·萊卡·菲博達克·薩格夫、阿托斯魯爾·瞬·阿托斯·魯夫·萊卡·菲博達克·克洛瓦爾）
- 星方天使（沃倫）
- 進化戰記（貝塔曼·拉米亞）
- 迷糊女戰士（易路扒左）
- 炸彈人 彈珠人爆外傳V（杜坦迪[20]）
- 魔術士歐菲 Revenge（弗雷姆索爾[21]）
- 魔法使俱樂部（油壺綾之丞）
- 名偵探柯南（白倉陽）

#### 2000年代
2000年
- 沉默的未知（丹·西蒙斯）
- 萬有引力（坂野）
- 蠟筆小新（二翔）
- 捍衛者（番場長太郎[22]）
- 櫻花大戰 (TV動畫)（加山雄一[23]）
- 星界的戰旗（阿托斯魯爾·瞬·阿托斯·魯夫·萊卡·菲博達克·薩格夫）
- ∀鋼彈（基姆·金卡拉姆）
- 傀儡師左近（篠崎琢巳）
- BOYS BE…（橫田琢也）
- 六門天外（紅色死亡天使·勒達）

2001年
- 犬夜叉（蛾天丸）
- 通靈王（法斯特8世[24]）
- 新白雪姬傳說（田中[25]）
- 週刊故事樂園「美人琳浴」（響）
- 光劍星傳EX（迪亞斯·法蘭特）
- 魔力女管家（流河濤）
- 狂野禁區（日语：Z.O.E Dolores, i）（納夫斯·明格[26]、拉達姆·雷夫安蘇）
- 華麗的機會（日语：チャンス〜トライアングルセッション〜）（香坂快人[27]）
- 戰鬥陀螺（弗拉基米爾·沃爾科夫）
- 最终幻想：無限（皮斯托）
- HELLSING（路克·瓦倫泰）
- 魔力女管家（流河濤）
- 名偵探柯南（村上紫郎）
- 遊☆戲☆王 怪獸之決鬥（潘朵拉）

2002年
- 聖鬥士星矢-冥王十二宮篇（天猛星 拉達曼堤斯）
- Weiß kreuz Glühen（AYA）
- 帝皇戰紀（阿斯哈姆·布恩）
- 妙妙魔法屋（霧之使者）
- 機動戰士鋼彈SEED（穆·拉·弗拉卡[28]）
- 足球小將翼 (平成版)（日向小次郎〈青年時期〉）
- 閃靈二人組（筧十兵衛）
- 鬼眼狂刀（螢、服部半藏）
- 十二國記（景麒[29]、小庸）
- 神世紀傳火星（日语：マーズ (漫画)）（岩倉[30]）
- 天地無用！GXP（柾木遙照）
- 馭龍少年（六角）
- 飆悍射將（葉成介）
- 驚爆危機！（札伊特）
- 魔力女管家 ～更美麗的事物～（流河濤）
- WILD 7 another 謀略運河（日语：ワイルド7）（路克斯[31]）

2003年
- 原子小金剛 (2003年版)（加藤、基普）
- 空中大師（日语：エアマスター）（深道）
- GAD GUARD（竹中）
- 萬花筒之星（福爾）
- 銃墓（巴拉德·巴德·李）
- 銀河鐵道物語（布魯斯·J·斯彼得[32]）
- 獸兵衛忍風帖 龍寶玉篇（邪視）
- 灰姑娘男孩（日语：シンデレラボーイ (漫画)）（雛祭亂馬[33]）
- 死體兵（日语：ダイバージェンス・イヴ）（讓·呂克·勒布朗）
- 高橋留美子劇場（小暮祐二）
- 戰鬥陀螺G（弗拉基米爾·沃爾科夫）
- PAPUWA（日语：PAPUWA）（哈勒姆、葛摩君[34]）
- 我要上太空（獅子先生、高野）
- 惑星奇航（尤里·米海洛柯夫）
- 神奇寶貝 Side Story（小三郎）
- 鼻毛真拳（阿母（日语：ボボボーボ・ボーボボ (架空の人物)）[35]）
- 魔偵探洛基RAGNAROK（費雷）

2004年
- 頭文字D Fourth Stage（高橋涼介）
- 戰區88 (2004年版)（風間真）
- 機動戰士鋼彈SEED DESTINY（尼歐·羅安那克／穆·拉·弗拉卡）
- 吟遊默示錄（艾扎克）
- Keroro軍曹（Kururu曹長[36]、Gamimi總統、宇宙京風章魚燒TDR、流星、首腦）
- 武士槍俠（日语：サムライガン）（強太）
- SAMURAI 7（右京[37]、天主）
- 變形金剛：重機械系列（柯博文）
- 魔法娜娜咪（青葉遊作）
- 鋼之鍊金術師（盧喬）
- 光之美少女（美墨岳）
- 美崎紀事 ～死體兵～（日语：ダイバージェンス・イヴ）（讓·呂克·勒布朗）
- 名偵探柯南（荒木豐）
- MAJOR 1st season（本田茂治〈父親〉）
- 烘焙王（黑柳亮[38]、白柳涼）
- 仙境傳說 THE ANIMATION（吉歐／黑茲）
- 熱拳本色1（布萊克·夏夫特）
- 洛克人EXE Stream（伊利亞）

2005年
- 植木的法則（李崩）
- 混沌武士（馬之介）
- 地獄少女（本篠義之）
- 新釋 真田十勇士 The Animation（日语：新釈 眞田十勇士）（霧隱才藏[39][40]）
- 喜歡就是喜歡（夜）
- SPEED GRAPHER（白金克也）
- Patalliro 西遊記！（日语：パタリロ西遊記!）（盤古羅漢）
- BUZZER BEATER（裘瑪）[注 6]
- 光之美少女 Max Heart（美墨岳）
- 怪傑佐羅利（米耶利克、村民2）
- 神奇寶貝超世代（小三郎）
- 魔法娜娜咪 (第2期)（青葉遊作）
- 魔法老師！（千咒法師／納吉·史普林菲爾德）
- 遊☆戲☆王 怪獸之決鬥GX（齋王琢磨）
- 勇者王FINAL GRAND GLORIOUS GATHERING（貝塔曼·拉米亞）
- LOVELESS（南律）
- ONE PIECE（青雉／庫山[41]）

2006年
- 櫻蘭高校男公關部（藤岡涼二／源氏名：蘭花）
- 鍵姬物語 永久愛麗絲輪舞曲（日语：鍵姫物語 永久アリス輪舞曲）
- 陰守忍者！（ずんく）
- 機神咆吼DEMONBANE（日语：機神咆吼デモンベイン (アニメ)）（溫菲爾德）
- 銀河鐵道物語 ～永遠的分岐點～（布魯斯·J·斯彼得）
- 銀魂（高杉晉助）
- 吟遊默示錄（艾扎克）
- 戀愛天使安琪莉可 ～心甦醒之時～（夢之守護聖奧立威）
- 彩雲國物語（琳千夜／茶朔洵）
- The Third ～蒼之瞳的少女～（日语：ザ・サード）（淨眼機）
- 超級機器人大戰OG -Divine Wars-（日语：スーパーロボット大戦OG -ディバイン・ウォーズ-）（白河愁[42]）
- 黑騎士 ～奧拉克爾的勇者們～（伊古那斯）
- Soul Link（新田和彥）
- 嬌蠻之吻 Cool×Sweet（伊達昴、店長）
- 魔法娜娜咪 (第3期)（青葉遊作）
- Papillon Rose New Season（日语：パピヨンローゼ）（虎影）
- 名偵探柯南（江本將史）
- 獻上女神的祝福（約翰·迪特·柳迪卡）
- 熱拳本色1 ～日美決戰篇（布萊克·夏夫特）
- 血色花園（艾維·吉蘭朵）
- LEMON ANGEL PROJECT（日语：LEMON ANGEL PROJECT）（冰室慎也）

2007年
- 戀愛天使安琪莉可 ～閃耀的明日～（夢之守護聖奧立威）
- 鋼鐵三國志（諸葛亮孔明）
- 神聖十月（亞修）
- 黑騎士 ～甦醒的太陽～（伊古那斯）
- 瀨戶的花嫁（鯊魚藤代）
- 奔向地球（奇斯·阿里安）
- 魔法娜娜咪 (第4期)（青葉遊作）
- BACCANO！（拉克·甘德魯）
- 快樂小兔幸運草（旅兔先生）
- BUZZER BEATER（裘瑪）[注 7]
- BLEACH（沛薛·卡迪謝）
- Myself ; Yourself（若月修輔、Anime Blue）
- 魔人偵探腦嚙涅羅（腦嚙涅羅）

2008年
- Yes！光之美少女5 GoGo！（思高浦）
- GUNSLINGER GIRL -IL TEATRINO-（吉恩）
- SCARECROWMAN THE ANIMATION（日语：スケアクロウマン）（執事）
- 秀逗魔導士REVOLUTION（紅法師雷藏）
- SOUL EATER（聖劍excalibar[43]）
- 俗·絕望先生（糸色景）
- 深淵傳奇（傑特·卡迪斯）
- 出包王女（薩斯汀）
- 魔法娜娜咪 (第5期)（青葉遊作）
- 野良耳2（日语：のらみみ）（施特羅加諾夫）
- 伯爵與妖精（格魯比）
- 破天荒遊戲（塞拉提多·亞納迪斯）
- PERSONA -trinity soul-（神鄉諒）
- 神奇寶貝鑽石&珍珠（小三郎）
- 十字架與吸血鬼（謎之蝙蝠）
- 十字架與吸血鬼 CAPU2（謎之蝙蝠／／伊集院光太郎）
- RoboDz 風雲篇（日语：ロボディーズ -RoboDz- 風雲篇）（隊長）

2009年
- 鬼太郎 (第5作)（獵豹）
- 鋼殼都市雷吉歐斯（卡利安·羅斯）
- 閃亮雙胞胎（石田公平）
- 懺·絕望先生（糸色景）
- 真·戀姬†無雙（于吉）
- 秀逗魔導士REVOLUTION-R（紅法師雷藏）
- 戰國BASARA（猿飛佐助[44]）
- 魔法娜娜咪 (第6作)（青葉遊作）
- NEEDLESS（亞當·布雷德[45]）
- 鋼之鍊金術師 FULLMETAL ALCHEMIST（斯卡的哥哥）
- 天國少女（昆紮·哈菲茲）
- 公主戀人（文森特·范·霍森）
- 魔力女管家特別篇 我回來了◆歡迎回來（流河濤）
- 戰鬥陀螺 鋼鐵奇兵（大道寺）

#### 2010年代
2010年
- 荒川爆笑團（修女）
- 荒川爆笑團 The Bridge×Bridge（修女）
- 無法掙脫的背叛（祇王天白）
- 海月姬（花森）
- 真·戀姬†無雙 ～少女大亂～（于吉）
- 世紀末超自然學院（JK[46]）
- 戰國BASARA貳（猿飛佐助[47]）
- 傳說的勇者的傳說（菲莉絲的爸爸）
- 變形金剛進化版（奈米超人／奈諾西斯頓）
- 妖怪少爺（舊鼠）
- 爆漫王。（吉田幸司）
- Battle Spirits Brave（魯洽）
- 更多出包王女（薩斯汀）

2011年
- 偶像大師（黑井崇男）
- 人家一點都不喜歡啦！（攻B）
- 境界線上的地平線（四郎次郎·伯托尼）
- 罪惡王冠（四分儀[48]）
- 銀魂'（高杉晉助）
- 超級機器人大戰OG -The Inspector-（白河愁）
- DOG DAYS（洛倫·瑪爾提諾基）
- Dororon炎魔君 熊～熊燃燒（日语：Dororonえん魔くん メ〜ラめら）（卡巴艾爾）
- 爆漫王。2（吉田幸司）
- 天才黃金腦 ～神之謎（真方仁／青年X）
- 天才黃金腦～神之謎II（真方仁／青年X）
- 轉吧！企鵝罐（高倉劍山）
- 名偵探柯南（宮坂裕彌）
- 戰鬥陀螺 鋼鐵奇兵4D（大道寺）
- 靈異E接觸（酷拉法特隊長）

2012年
- 在蒼藍世界的中心（日语：蒼い世界の中心で）（塞利克[49]）
- 頭文字D Fifth Stage（高橋涼介[50]）
- 足球騎士（堀川明人）
- 卡片鬥爭!! 先導者 亞洲巡迴賽篇（天宮圖）
- 機動戰士鋼彈AGE（菲勒迪利克·阿魯古雷阿斯）
- 境界線上的地平線II（四郎次郎·伯托尼）
- GON -小恐龍阿貢-（畢科庫）
- PSYCHO-PASS（Talisman／葉山公彥）
- JoJo的奇妙冒險（迪奧·布蘭度[51]）
- 刀劍神域（須鄉伸之／奧伯龍）
- 超譯百人一首歌之戀（藤原實方）
- DOG DAYS'（洛倫·瑪爾提諾基）
- 鄰座的怪同學（水谷隆司）
- 夏色奇蹟（環凛子的父親）
- 出包王女 DARKNESS（薩斯汀）
- 惡魔高校D×D（萊薩·菲尼克斯）
- 爆漫王。3（吉田幸司）
- HUNTER×HUNTER (新版)（達佐孽[52]）
- BRAVE10（伊達政宗[53]）
- 未來日記（天野九郎）

2013年
- Aikatsu！偶像活動！（星宮太一）
- 革命機Valvrave（艾瑪迪斯·K·多爾西亞）
- Q弟偵探因幡（聰明[54]）
- 斷裁分離的罪惡之剪（小泉芳一）
- 約會大作戰（神無月恭平[55]）
- 天才黃金腦 ～神之謎III（真方仁／青年X）
- 神奇寶貝 超夢 ～通往覺醒的序章～（坦克[56]）
- 蘿球社！SS（長谷川銀河）
- 銀魂'延長戰（高杉晉助）
- ONE PIECE 梅利特別篇 ～另一位夥伴的故事～（青雉／庫山）

2014年
- 狐仙的戀愛入門（大年神[57]）
- 頭文字D Final Stage（高橋涼介）
- 鋼彈G之復國運動（拉·古）
- 魔術快斗1412（艾倫·卡蒂埃）
- 卡片鬥爭!! 先導者G（神崎雄一郎）
- Keroro（Kururu曹長）
- 健全機鬥士（又吉一雄[58]）
- 最強銀河 究極ZERO ～Battle Spirits～（達魯法）
- 銀河騎士傳（落合[59][60]）
- 巴哈姆特之怒 GENESIS（路西烏斯）
- JoJo的奇妙冒險 星塵鬥士（DIO[61]）
- 星刻的龍騎士（米卡悟斯／朱利亞斯·羅雷亞蒙[62]、旁白）
- 戰國BASARA Judge End（猿飛佐助[63]）
- 大怪獸RUSH 超級邊境 DINO-TANK hunting（日语：大怪獣ラッシュ ウルトラフロンティア）（星人）
- 憑物語（手正弦）
- 天雷爭霸：復仇者聯盟（死侍）
- 熱情傳奇 ～導師的黎明～（魯納爾[64]）
- 約會大作戰II（神無月恭平）
- 決鬥大師VS（翔）
- 東京ESP（天女的哥哥）
- 偽戀（克勞德[65]）
- 機甲巴打（比盧海魯姆·哈恩）
- Happiness Charge 光之美少女！（奧雷斯基）
- 風雲維新大將軍（一橋重義）
- 魔彈之王與戰姬（法龍）
- 魔法科高中的劣等生（司波龍郎）
- 大家集合！法爾康學園（日语：みんな集まれ!ファルコム学園）（奧利維爾[66]、方、古斯）
- 名偵探柯南（志賀敏成）
- 目隱都市的演繹者（槻彥）
- ONE PIECE “3D2Y” 跨越艾斯之死！魯夫與夥伴的誓言（青雉／庫山）

2015年
- 暗殺教室（GASTRO）
- 黑子的籃球 (第3期)（真田直人）
- DOG DAYS"（洛倫·瑪爾提諾基[67]）
- 聖劍使的禁咒詠唱（查爾斯·桑·傑爾曼[68]）
- SHIROBAKO（枕田強）
- 交給你了！奇蹟貓團（日语：おまかせ!みらくるキャット団）（赤川夏彥[69]）
- 終結的熾天使 名古屋決戰篇（盧考勒·威士卡）
- 雙槍激鬥（亞倫·伯勒斯[70]）
- 食戟之靈（堂島銀[71]）
- 亞爾斯蘭戰記（吉斯卡爾[72]）
- 銀魂°（高杉晉助）
- 偽戀:（克勞德[73]）
- VENUS PROJECT -CLIMAX-（教練[74]）
- 潮與虎（太由羅）
- 亂步奇譚 拉普拉斯的遊戲（影男[75]）
- OVERLORD（尼根·古立德·路因[76]）
- 出包王女DARKNESS 2nd（薩斯汀）
- ONE PIECE 薩波特別篇 ～3兄弟的羈絆 奇跡的再會和被繼承的意志～（青雉／庫山）
- 青年怪醫黑傑克（大剛景光[77]）
- 高校星歌劇（月皇遙斗[78]）
- 櫻子小姐腳下埋著屍體（花房）

2016年
- Active Raid -機動強襲室第八係-（小針真孝）
- 暗殺教室 (第2期)（GASTRO）
- 少女們向荒野進發（細川）
- 石膏男孩（莫里哀）
- 火星異種 復仇（蛭間二郎）
- Re:從零開始的異世界生活（羅茲瓦爾·L·梅札斯[79]）
- Concrete Revolutio～超人幻想～ THE LAST SONG（上上下下）
- 魔奇少年 辛巴達的冒險（巴巴羅薩[80]）
- 神技·旺達（日语：カミワザ・ワンダ）（尼可爾的爸爸）
- 食戟之靈 貳之皿（堂島銀）
- 亞爾斯蘭戰記 風塵亂舞（吉斯卡爾[81]）
- 熱情傳奇 The X（魯納爾）
- 美男高校地球防衛部LOVE！LOVE！（伯納多、阿蘭）
- 發條精靈戰記 天鏡的極北之星（薩利哈史拉格·雷米翁）
- Active Raid -機動強襲室第八係- 2nd（小針真孝）
- 怪盜Joker (第4期)（Dr.尼奧[82]）
- Classica Loid（國王）

2017年
- 銀魂.（高杉晉助）
- 進擊的巨人 (第2期)（獸之巨人／吉克·葉卡）
- 新黑色推銷員（戶鰐學[83]）
- 高校星歌劇 (第2期)（月皇遙斗）
- 戀愛暴君（魔王[84]）
- 快盜天使雙胞胎BREAK（約翰·卡布拉士）
- ID-0（面具男子）
- 從零開始的魔法書（十三號[85]）
- THE SNACK WORLD（日语：スナックワールド）（匹諾曹／匹諾曹version3.0/4.0、王子〈兄〉、吸血鬼、MC男 等）
- 數碼暴龍宇宙 應用怪獸（生命獸）
- 潔癖男子青山！（武智彰[86]、格琉特）
- 妖怪公寓的優雅日常（愚者[87]、鳥2）
- 18if（神崎勝海[88]）
- 咕嚕咕嚕魔法陣 (2017年版)（東爺）
- 妖怪手錶（滑瓢）
- 曼威未來復仇者聯盟（日语：マーベル フューチャー・アベンジャーズ）（死侍）
- 悠久持有者！ ～魔法老師！2～（納吉·史普林菲爾德）
- 食戟之靈 第餐盤（堂島銀）
- THE IDOLM@STER Prologue SideM -Episode of Jupiter-（黑井崇男）
- 血界戰線 & BEYOND（里·卡特）

2018年
- 輕觸小發明 PIKACHIN-KIT（日语：ポチっと発明 ピカちんキット）（2018～2019，杜克）
- 紫羅蘭永恆花園（克勞帝亞·霍金斯[89]）
- 博多豚骨拉麵團（原田正太郎）
- 蒼天之拳 REGENESIS（流飛燕[90]）
- 美男高校地球防衛部HAPPY KISS！（米藏金吾）
- 爆旋陀螺Burst 超絕（煇）
- 刃牙 (第2作)（道爾[91]）
- 天狼 Sirius the Jaeger（克什納[92]）
- 進擊的巨人 (第3期)（獸之巨人／吉克·葉卡[93]）
- Angolmois 元寇合戰記（劉復亨[94]）
- 學園BASARA（猿飛佐助[95]）
- 關於我轉生變成史萊姆這檔事（2018～2019，克雷曼[96]）
- 梅露可物語 -無氣力少年與瓶中少女-（西特魯尤）
- 魔法禁書目錄III（2018～2019，騎士團長[97]）
- Radiant 虛空魔境（2018～2019，格里姆[98]）
- 尤利西斯 貞德與鍊金騎士（恩利爾[99]）

2019年
- 約會大作戰III（神無月恭平）
- 狂賭之淵××（城丸穗露）
- 輝夜姬想讓人告白～天才們的戀愛頭腦戰～（白銀的父親[100]）
- 妖怪手錶 影之章 （滑瓢）
- 粉彩回憶（岡山）
- BORUTO -火影新世代- NARUTO NEXT GENERATIONS-（雞冠）
- POP TEAM EPIC SP 玄武篇（PIPI美〈第14話B章節〉[101][102]）
- Fairy Gone（達米安·卡爾梅[103]）
- 異世界四重奏（羅茲瓦爾[104]）
- 鬼滅之刃（手鬼[105]）
- 進擊的巨人 (第3期) Part.2（獸之巨人／吉克·葉卡）
- 一拳超人（張望怪／塞克斯）
- 卡片鬥爭!! 先導者 續·高中生篇（神崎雄一郎）
- 魔王陛下RETRY！（烏托邦）
- 高校星歌劇 (第3期)（月皇遙斗）
- 非洲的動物上班族（海獅店長、旁白）
- 紫羅蘭永恆花園外傳：永遠與自動手記人偶（克勞迪亞·霍金斯）
- 小書痴的下剋上：為了成為圖書管理員不擇手段！（班諾[106]）
- 籃球少年王（車谷智久[107]）
- ACTORS -Songs Connection-（日语：ACTORS -Songs Connection-）（小西前輩）

#### 2020年代
2020年
- 卡片鬥爭!! 先導者 新右衛門篇（神崎雄一郎）
- 異世界四重奏2（羅茲瓦爾）
- 達爾文遊戲（花屋／柊一朗）
- 異獸魔都（溶化一切的魔法使）
- 〈Infinite Dendrogram〉-無盡連鎖-（嵋兹）
- 22/7（茜的父親）
- 食戟之靈 豪之皿（堂島銀）
- 小書痴的下剋上：為了成為圖書管理員不擇手段！第2期（班諾）
- 動物新世代 BNA（克里夫·波利斯）
- 輝夜姬想讓人告白？～天才們的戀愛頭腦戰～（白銀的父親）
- Re：從零開始的異世界生活 2nd season（羅茲瓦爾·L·梅札斯）
- 阿拉德 逆轉之輪（宿命者卡恩）
- DECA-DENCE（普金）
- 刀劍神域 Alicization War of Underworld -THE LAST SEASON-（奧伯龍）
- 眾神眷顧的男人（蘭巴哈·賈米爾[108]）
- 攀岩！ -Sport Climbing Girls-（後藤十三[109]）
- 進擊的巨人 The Final Season（獸之巨人／吉克·葉卡[110]）
- 勇者鬥惡龍 達伊的大冒險（密斯特霸恩（日语：ミストバーン））
- 我立於百萬生命之上（魔王路西法）
- 妖怪學園Y ～第N類接觸～（滑頭鬼）

2021年
- Hortensia SAGA 蒼之騎士團（費爾南多·歐貝魯[111]、伯特蘭·迪·波士格）
- SK∞（神道愛之介／愛抱夢[112]）
- 關於我轉生變成史萊姆這檔事 第2期（克雷曼）
- 魔術士歐菲流浪之旅 基姆拉克篇（涅姆·昂里）
- BACK ARROW（渥爾司通領主）
- Vivy -Fluorite Eye's Song-（松本博士）
- 關於我轉生變成史萊姆這檔事 轉生史萊姆日記（克雷曼）
- 通靈王（法斯特8世）
- 轉生成女性向遊戲只有毀滅END的壞人大小姐X（傑弗利·史提亞德）
- 歌劇少女!!（白川煌三郎[113]）
- 偵探已經，死了。（變色龍）
- 吸血鬼馬上死（黃泉津坂）
- 白金終局（路塔）

2022年
- 進擊的巨人 The Final Season Part 2（獸之巨人／吉克·葉卡[114]）
- 寶可夢 旅途（小三郎）
- 失格紋的最強賢者（札利迪亞斯）
- JoJo的奇妙冒險 石之海（迪奧·布蘭多）
- 約會大作戰IV（神無月恭平）
- 小書痴的下剋上：為了成為圖書管理員不擇手段！第3期（班諾[115]）
- 史上最強大魔王轉生為村民A（阿爾瓦特[116]））
- 輝夜姬想讓人告白 －超級浪漫－（白銀的父親）
- 舞動不止（中村）
- 社畜想被幼女幽靈療癒。（本週的「好可愛。」擔當）
- 噬血狂襲第四/五季（凱伊·朱蘭巴拉達）
- 金裝的維爾梅～瀕臨留級的學生與最強災害掉入魔法世界～（奧布希德安）
- 異世界歸來的舅舅（舅舅[117]）
- 徹夜之歌（托尼奧）
- 打工吧！！魔王大人（加百列[118]）
- 百萬噸級武藏（亞當）
- BLEACH 千年血戰篇（沛薛·卡迪謝）
- 人類毛病大學（伊集院茂夫[119]）
- 給不滅的你 Season2（彭先[120]）

2023年
- REVENGER（漁澤陣九郎[121]）
- 文豪Stray Dogs 4th SEASON（尼古萊·果戈里[122]）
- 吸血鬼馬上死2（黃泉津坂）
- 我想成為影之強者！（莫德雷德）
- 英雄傳說 閃之軌跡 北方戰役（奧利巴特·萊澤·亞諾爾）
- 眾神眷顧的男人2（蘭巴哈·賈米爾）
- 最強陰陽師的異世界轉生記（佐爾姆聶姆）
- 輝夜姬想讓人告白 －永不結束的初吻－（白銀的父親）
- 魔法少女毀滅者（遊戲御宅族[123]）
- 可愛過頭大危機（夏米爾·納加[124]）
- 咒術迴戰 懷玉·玉折 / 澀谷事變（伏黑甚爾[125]、孫子）
- 文豪Stray Dogs 5th SEASON（尼古萊·果戈里）
- 打工吧！！魔王大人 2nd Season（加百列）
- 甜點轉生（弗巴雷克邊境伯）
- 間諜教室（紫蟻）
- 狩龍人拉格納（古流姆威迪[126]）
- 烈焰先鋒 救國的橘衣消防員（甘粕士郎[127]）
- MF GHOST 燃油車鬥魂（涼·高橋[128]）
- 冒險大陸 阿尼亞王國
- 進擊的巨人 The Final Season 完結篇 後篇（獸之巨人／吉克·葉卡）
- 暴食狂戰士（亞隆·巴爾巴特斯[129]）
- 葬送的芙莉蓮（克拉福特[130]）
- 我想成為影之強者！2nd season（莫德雷德）

2024年
- 異修羅（速墨傑魯奇[131]）
- 肌肉魔法使-MASHLE- 神覺者候補選拔試驗篇（瑪格麗特·馬卡龍[132]）
- 小酒館Basue（最終BOSS）
- 轉生為第七王子，隨心所欲的魔法學習之路（貴族學生）
- 被稱為廢物的原英雄，被家裡流放後隨心所欲地活下去（克雷格[133]）
- 單人房、日照一般、附天使。（店長）
- 約會大作戰V（神無月恭平）
- 逃走中 THE GREAT MISSION（斯涅克·羅亞）
- 異世界自殺突擊隊（和平使者[134]）
- 金剛戰神U（卡達爾[135]）
- 這是妳與我的最後戰場，或是開創世界的聖戰 Season II（葛羅烏利[136]）
- 殺手寓言（鈴木廣志[137]）
- 異世界失格（教皇[138]）
- Re:從零開始的異世界生活 3rd season（羅茲瓦爾·L·梅札斯）
- 成為名留歷史的壞女人吧（席卡·路克[139]）
- 最狂輔助職業【話術士】世界最強戰團聽我號令（菲諾裘·巴爾基尼[140]）
- 凍牌～地下麻將鬥牌錄～（畑山[141]）
- Acro Trip 頂尖惡路（ヒュー[142]）
- 女僕冥土小姐（雪的父親）
- 鴨乃橋論的禁忌推理（泰格·戴恩[143]）
- MF GHOST 燃油車鬥魂 第2期（涼·高橋[144]）

2025年
- 雖然我是注定沒落的貴族 閒來無事只好來深究魔法（雷蒙[145]）
- 最弱技能《果實大師》 ～關於能無限食用技能果實（吃了就會死）這件事～（墓守[146]）
- 我是星際國家的惡德領主！（引路人[147]）
- 瞬間治癒卻被當成廢物踢出隊伍的天才治療師，改當無照治療師快樂過活（貝克[148]）
- 水屬性的魔法師（米迦勒（暫名）[149]）
- CITY THE ANIMATION（安達太良博士、安達太良父親[150]）
- 強者的新傳說（加尼亞斯[151]）
- 銀魂多重宇宙動畫「3年Z班銀八老師」（高杉晉助[152]）

### 電影動畫
1989年
- 動畫三劍客：阿拉米斯的大冒險（日语：アニメ三銃士）（法蘭索瓦）
- 機動警察劇場版（方舟技師、2課整備員、比薩店服務員）

1991年
- 機動戰士鋼彈F91（杜懷德·卡姆里）
- 亂馬½：中國寢崑崙大決戰！規則無視的激鬥篇!!（日语：らんま1/2 中国寝崑崙大決戦! 掟やぶりの激闘篇!!）（大黑天）

1992年
- 銀河英雄傳說外傳 黄金之翼（齊格飛·吉爾菲艾斯）
- 快樂的嚕嚕米一家：姆明谷的彗星（日语：楽しいムーミン一家 ムーミン谷の彗星）（司那夫金（英语：Snufkin））

1993年
- SD鋼彈外傳 聖機兵物語（GP01）

1995年
- 超時空要塞7：銀河在呼喚我！（卡姆林·木崎）

1997年
- 新世紀福音戰士劇場版：死與新生（青葉茂）
- 新世紀福音戰士劇場版：Air/真心為你（青葉茂）
- 秀逗魔導士 GREAT（修伊）
- 赫耳墨斯 愛宛如風（日语：愛は風の如く#映画）（海爾梅斯）
- 浪客劍心：給維新志士的安魂曲（加治木貞四郎）

1998年
- 新機動戰記鋼彈W Endless Waltz 特別篇（傑克斯·馬吉斯）
- 新世紀福音戰士劇場版：DEATH(TRUE)2/Air/真心為你（青葉茂）
- 轟天高校生（約翰·捷克蒙特）
- 變形金剛CG Movie（柯博文、預告旁白）
- 變形金剛金屬變異CG（柯博文、預告旁白）
- 劇場版 超級變形金剛（柯博文、預告旁白）

1999年
- 少女革命 ～思春期默示錄（桐生冬芽）
- 天地無用！in LOVE 2 遙遠的思念（遙照）

2000年
- 太陽之法 愛爾康大靈之路（日语：太陽の法）（愛爾康大靈／海爾梅斯／釋尊）

2001年
- 頭文字D Third Stage（高橋涼介）
- 櫻花大戰 活動寫真（日语：サクラ大戦 活動写真）（加山雄一[153]）

2002年
- ∀鋼彈II 月光蝶（基姆·金卡納姆）

2003年
- 黃金之法 愛爾康大靈的歷史觀（日语：黄金の法）（海爾梅斯／釋尊）

2004年
- APPLESEED（希迪斯[154]）

2006年
- 永遠之法（日语：永遠の法#映画）（托斯）
- 超劇場版Keroro軍曹（Kururu曹長）
- 劇場版 怪傑佐羅利：神秘寶藏大作戰（Kururu曹長）[注 8]

2007年
- 福音戰士新劇場版：序（青葉茂[155]）
- 時尚魔女♥Love and Berry：幸福的魔法（貝路路）
- 河童之夏（記者）
- 超劇場版Keroro軍曹2：深海的公主（Kururu曹長）
- 小Kero K隆球的秘密!?（綠色小Kururu）
- 白色奇幻（里德小姐〈起重機機器人〉）

2008年
- 超劇場版Keroro軍曹3：Keroro VS Keroro 天空大決戰（Kururu曹長）
- 武者Kero 宣佈！戰國群星大戰鬥（Kururu藪醫）
- 劇場版 MAJOR：友情的一球（本田茂治）

2009年
- 宇宙戰艦大和號 復活篇（席格艦長[156]）
- 劇場版 光之美少女 All Stars DX：大家都是朋友☆奇蹟的全員大集合！（融合）
- 福音戰士新劇場版：破（青葉茂）
- 超劇場版Keroro軍曹4：逆襲的龍勇士（Kururu曹長）
- 佛陀再誕 -The REBIRTH of BUDDHA（日语：仏陀再誕#アニメ映画）（空野太陽）

2010年
- 銀魂劇場版 新譯紅櫻篇（高杉晉助）
- 超劇場版Keroro軍曹5：誕生！究極Keroro奇蹟的時空之島!!（Kururu曹長）
- 昆蟲物語 孤兒哈奇 ～勇氣的旋律～（日语：昆虫物語 みつばちハッチ〜勇気のメロディ〜）（米奇、萊特兄弟）

2011年
- 劇場版 戰國BASARA -The Last Party-（猿飛佐助[157]）
- 心之國的愛麗絲 ～Wonderful Wonder World～（日语：ハートの国のアリス 〜Wonderful Wonder World〜）（尤力鄔斯·孟瑞）

2012年
- 劇場版 光之美少女 All Stars New Stage：未來的朋友（融合）
- 福音戰士新劇場版：Q（青葉茂[158]）
- 神秘之法（日语：神秘の法）（獅子丸翔）
- ONE PIECE FILM Z（青雉／庫山）

2013年
- 銀魂劇場版 完結篇 永遠的萬事屋（高杉晉助）
- 詛咒屋姐妹（尼魯斯[159]）

2014年
- 劇場版 Aikatsu！偶像活動（星宮太一）

2015年
- 劇場版 妖怪手錶：閻魔大王與五個故事喵！（滑瓢／大妖魔滑瓢狐）

2016年
- 劇場版 妖怪手錶：飛天鯨魚和雙重世界的大冒險喵！（滑瓢）

2017年
- 劇場版 妖怪手錶：光影之卷 鬼王的復活（滑瓢）

2018年
- 忍者蝙蝠俠（大猩猩古魯德[160]）
- 劇場版 妖怪手錶 FOREVER FRIENDS（滑瓢）

2019年
- 紫羅蘭永恆花園外傳：永遠與自動手記人偶（克勞迪亞·霍金斯[161]）
- HELLO WORLD（千古恒久[162]）

2020年
- 劇場版 Fate/Grand Order -神聖圓桌領域卡美洛- 前篇 Wandering；Agateram（奧茲曼迪亞斯[163]）
- 劇場版 紫羅蘭永恆花園（克勞迪亞·霍金斯）

2021年
- 銀魂 THE FINAL（高杉晉助）
- 新·福音戰士劇場版:│▌（青葉茂[164]）
- 銀河騎士傳 織愛之星（落合[165]、彼方）

2022年
- 鋼彈Reconguista in G IV 激鬪吶喊的愛（拉·古）

2023年
- 妖怪手錶♪：吉胖喵VS小石獅 厲害大決戰喵（日语：妖怪ウォッチ♪ ジバニャンvsコマさん もんげー大決戦だニャン）（滑瓢）

2024年
- 機動戰士GUNDAM SEED FREEDOM（穆·拉·福拉卡[166]）

2025年
- 屁屁偵探電影：星與月[167]
- 遠井同學（源健一[168]）

時期未定
- Kukuriraige -三星堆傳奇-（[169]）

### OVA
1988年
- 福星小子 生氣吧！冰砂
- SD鋼彈（騎士沙札比、阿西瑪、今殺驅、傑鋼（日语：ジェガン）1、戰士鋼加農）
- 機動警察（店員）
- 沙羅曼蛇 瞑想的帕歐拉

1989年
- SD戰國傳 武者七人眾篇（第2代大將軍）
- 新足球小將翼（維克多里諾）
- 沙羅曼蛇 高法的野心（技官）
- 力王 RIKI-OH 等括地獄

1990年
- 星座宮神話（日语：アリーズ）（米諾斯／工藤信彥）
- NINETEEN 19（日语：NINETEEN 19）（八木）
- 風魔小次郎 聖劍戰爭篇（朱羅）

1991年
- 愛麗絲 ～Monkey Punch的世界～（日语：アリス・ザ・ワイルド）（死刑犯）
- 1月是聖誕節（日语：1月にはChristmas）（藤岡順正）
- 機動戰士鋼彈0083 STARDUST MEMORY（士官、管制官、士兵A）
- The 學園超女隊（日语：ザ・学園超女隊）
- 天空戰記 迎向創世紀的暗鬥（夜叉王凱／黑木凱）
- 有閑俱樂部 狗貓完整HOW麻吉（美童·葛蘭馬尼耶）

1992年
- KO世紀三獸士（巴特·敏特）
- 絕愛 -1989-（日语：絶愛-1989-）（泉拓人）
- 天地無用！魎皇鬼（遙照）
- 東京巴比倫（櫻塚星史郎）
- 萬能文化貓娘（秀才）
- 有閑俱樂部2 來自香港的愛（美童·葛蘭馬尼耶）

1993年
- 當你回頭時（日语：あなたが振り返るとき）（齋藤水穗）（涼）
- 亞爾斯蘭戰記 汗血公路（梅爾雷因）
- 瞳（新田廣美）
- 流星機學生霸（日语：流星機ガクセイバー）（喬治·細井）
- 亂馬½ 珊璞暴變！反轉寶珠惹的禍（大介）

1994年
- 網中魚 ～FISH IN THE TRAP～（日语：おさかなはあみの中）（田野浦瑞貴）
- GATCHAMAN（凱斯勒博士）
- 湘南純愛組！（阿久津淳也）
- 霸王大系龍騎士 亞迪傳說（伊克茲斯）
- 爆炎學園（日语：爆炎CAMPUSガードレス）（天空校長）
- 亂馬½ 校園吹起風暴！身材劇變的雛子老師（大介）
- LEVEL-C（日语：LEVEL-C）（篠原實）

1995年
- 偶像防衛隊（貝多雷·迪維斯）
- 亞爾斯蘭戰記 征馬孤影（魔導士）
- DNA²（管下龍二）
- 沈默的艦隊
- 霸王大系龍騎士 亞迪傳說II（仲馬·查理·夏德姆）
- 彌涅耳瓦的劍士（日语：ミネルバの剣士）（翔）
- YAMATO2520（雷農·奧薩里邦）

1996年
- 新破裏拳旋風俠（日语：破裏拳ポリマー）（帕爾沙）
- BRONZE ZETSUAI since 1989（日语：絶愛-1989-）（泉拓人）
- TWIN SIGNAL（帕爾斯）
- 鬥神傳（日语：闘神伝）（凱因）
- 火焰之紋章 紋章之謎（那巴爾[170]）
- 夢幻遊戲（星宿、士兵）
- 爆笑吸血鬼（阿爾卡特·馮·摩斯基頓）
- 魔法使Tai！（油壺綾乃丞）

1997年
- 新機動戰記鋼彈W Endless Waltz（傑克斯·馬吉斯）
- 超獸傳說Gestalt（日语：超獣伝説ゲシュタルト）（奧利比維）
- 電腦戰隊VOOGIE'S★ANGEL（日语：電脳戦隊ヴギィ'ズ★エンジェル）（Dr.格林姆特）
- 夢幻遊戲 第二部（星宿）
- 變（日语：変 (漫画)）（壽明）
- 超時空要塞Dynamite 7（卡姆林·木崎）
- 機械女神J again（花形美劍）
- 勇者指令達古王 水晶之眼的少年（廣瀨海／渦輪海）
- 龍機傳承（藍迪）

1998年
- 火宵之月 ～秋狂言～（日语：火宵の月）（土御門有匡）

1999年
- 萬有引力（坂野）
- 櫻花大戰 轟華絢爛（加山雄一）
- Weiß kreuz Verbrechen & Strafe（AYA）
- 菜菜子解體診書（拝狂兒）
- High school aura buster 光之誕生（日语：ハイスクール・オーラバスター）（齋伽忍）
- BREAK-AGE（日语：BREAK-AGE）（長船悠樹會長）

2000年
- 安琪莉可 ～純白羽翼回憶錄～（日语：アンジェリーク 天空の鎮魂歌）（夢之守護聖奧立威）
- 天使禁獵區（吉良朔夜）

2001年
- 安琪莉可 ～從聖地獻上愛～（日语：アンジェリーク トロワ）（夢之守護聖奧立威）
- 頭文字D Extra Stage 衝擊之藍…（高橋涼介）
- Z.O.E 2167 IDOLO（日语：Z.O.E 2167 IDOLO）（拉達姆·雷安斯）
- 夢幻遊戲 -永光傳-（星宿）

2002年
- 安琪莉可 ～Twin Collection～（日语：アンジェリーク）（夢之守護聖奧立威）
- 頭文字D BATTLE STAGE（高橋涼介）
- 捍衛者21（橋本大地[171]）
- 高校鐵拳傳（日语：高校鉄拳伝タフ）（葵新吾）
- 聖鬥士星矢 冥王黑帝斯十二宮篇（日语：聖闘士星矢 冥王ハーデス編）（天猛星 拉達曼迪斯）
- 娜考露露 ～來自某人的恩賜～ 鄉里之畏友篇（仰塔姆）

2003年
- OVA 安琪莉可（日语：アンジェリーク）（夢之守護聖奧立威）
- 新·北斗神拳（拳四郎（日语：ケンシロウ））
- Papillon Rose（日语：パピヨンローゼ）（獅子王光〈丹地獅〉）

2004年
- 萬花筒之星 嶄新之翼 -EXTRA STAGE-『不笑的公主』（福爾）
- 新蓋特機器人（安倍晴明）

2005年
- 萬花筒之星 Legend of phoenix 鳳凰傳說 ～蕾拉·漢米頓物語～（福爾）
- 聖鬥士星矢 冥王黑帝斯冥界篇（日语：聖闘士星矢 冥王ハーデス編）（天猛星 拉達曼迪斯）
- 和爸爸KISS IN THE DARK（宇都宮貴之）

2006年
- HELLSING（路克·瓦倫泰）
- 蜜×蜜水果糖（久喜絃青）

2007年
- 頭文字D BATTLE STAGE 2（高橋涼介）
- 櫻花大戰 New York·紐約（日语：サクラ大戦 ニューヨーク・紐育）（加山雄一）
- 裝甲騎兵 波德姆茲·裴爾森密件（ショキット）
- 死之少女（艾德加）

2008年
- 神槍少女 -IL TEATRINO- OVA（讓·克羅齊）
- 問答魔法學院（賽力歐斯）
- 獄·絕望先生（糸色景、部員A）
- 瀨戶的花嫁OVA（夏克藤代）

2009年
- （翔）
- 聖鬥士星矢 THE LOST CANVAS 冥王神話（天究星 納蘇維羅妮卡）
- 學生會長請小心（日语：生徒会長に忠告）（阿久津直也）
- 火影忍者 THE CROSS ROAD（卡吉卡）

2010年
- ONE PIECE FILM STRONG WORLD EPISODE:0（青雉／庫山）

2011年
- 英雄傳說 空之軌跡 THE ANIMATION（奧利維爾·朗海姆）
- 戀愛☆遷都（日语：コイ☆セント）（奧特[172]）
- Fate/Prototype（桑格雷德·法恩）

2012年
- Code Geass 亡國的阿基德（安德烈·法爾內塞[173]）
- 間之楔（艾夏）
- 惡魔阿薩謝爾在召喚你。（路西法）

2014年
- 狐仙的戀愛入門（大年神）[注 9]
- 絕滅危愚少女 Amazing Twins（日语：絶滅危愚少女 Amazing Twins）（田所）
- 魔奇少年 辛巴達歷險記（巴爾巴洛薩）[注 10]

2015年
- 偽戀（克勞德）[注 11]
- 惡魔高校D×D BorN（瑞賽爾·菲尼克斯）[注 12]
- 魔奇少年 辛巴達歷險記（巴巴羅薩）[注 13]

2016年
- 亞爾斯蘭戰記（吉斯卡爾）[注 14]
- 元氣少女緣結神 過去篇3「神明，成為新娘」（煌加布麗）
- 出包王女 DARKNESS（薩斯汀）[注 15]
- 高校星歌劇（月皇遙斗）

2018年
- Re:從零開始的異世界生活 Memory Snow（羅茲瓦爾·L·梅札斯[174]）

2019年
- Re:從零開始的異世界生活 冰結之絆（羅茲瓦爾·L·梅札斯[175]）

2025年
- SK∞ EXTRA PART（神道愛之介[176]）

### 網路動畫
2003年
- Vie Durant（日语：Vie Durant）（榛守）

2016年
- 怪物彈珠（炎之鬥神涅槃）

2017年
- 超游世界（日语：超游世界）（維洛斯[177]）

2018年
- A.I.C.O. -Incarnation-（伊佐津恭介[178]）

2019年
- 超級七龍珠群雄 宇宙騷亂篇宣傳短片動畫（哈茲）
- 銀魂 ～怪物彈珠篇～（高杉晉助）
- 忍者寶盒（日语：ニンジャボックス）（社長）

2020年
- 劇場版 刃牙（道爾）

2021年
- Battle Spirits 赫盟的加雷特／Mirage（日语：バトルスピリッツ 赫盟のガレット）（2021年－2022年，羅伯斯泰爾[179][180]）2作品
- （2021年－2022年，神崎祐一郎）2系列
- 寶可夢進化（魁奇思）

2022年
- 特別動畫「死役所」（死村[181]）
- TIGER & BUNNY 2（格雷戈里·森夏恩）
- 轟天高校生（海市蜃樓[182]）
- BASTARD!! －暗黑破壞神－（戴·阿蒙[183]）

2024年
- Fate/Grand Order 搞不懂的藤丸立香 第2期（拉美西斯二世）

2025年
- 航海王談戀愛（黒野虜[184]）

### 遊戲

#### 1990年代
1992年
- EMERALD DRAGON（日语：エメラルドドラゴン）[注 16]

1993年
- VainDream（日语：ヴェインドリーム）
- 皇家騎士團（蘭斯洛特·漢密爾頓、萊恩）

1994年
- KO世紀三獸士 ～蓋亞復活 完結篇～（巴特·敏特）

1995年
- 安琪莉可Special（日语：アンジェリーク）（夢之守護聖奧立威）
- 空想科學世界（完全型態的Eroica）
- 戰國戰神 藤丸地獄變（日语：戦国サイバー 藤丸地獄変）（煉釖藤丸）
- 皇家騎士團2（蘭斯洛特）
- 鬼神童子ZENKI FX 金剛焱鬥（犬神狼）

1996年
- 安琪莉可Special2（日语：アンジェリーク）（夢之守護聖奧立威）
- 月花霧幻譚 ～TORICO～（日语：月花霧幻譚〜TORICO〜）（弗雷德）
- 新世紀福音戰士（青葉茂）[注 17]
- 新超級機器人大戰（日语：新スーパーロボット大戦）（傑克斯·馬吉斯）
- 超級機器人大戰外傳 魔裝機神 THE LORD OF ELEMENTAL（白河愁）
- 第4次超級機器人大戰S（白河愁）
- （克羅德）
- 神奇物語FX（日语：ファーランドシリーズ）（迪諾）
- 對戰交換方塊（日语：対戦とっかえだま）（紅色高跟鞋山口、辛〈辛 with 克利斯特麥特〉）

1997年
- EVE burst error（日语：EVE burst error）（天城小次郎）
- Wizard's Harmony 2（日语：ウィザーズハーモニー）
- 妖精狩獵者 −完整版−（海螺）
- QUOVADIS 2 ～星球大戰奧凡·雷～（日语：QUOVADIS 2〜惑星強襲オヴァン・レイ〜）（狄昂·懷特）
- 黑之劍 -Blade of the Darkness-（カイエス·ナインターク）
- 格鬥天王'97（矢吹真吾[4][185]）
- 新世紀福音戰士：鋼鐵戀人（青葉茂）
- 超級機器人大戰F（青葉茂、白河愁、傑克斯·馬吉斯）
- BULK SLASH（日语：バルクスラッシュ）（克利斯·朵利）
- 變形金剛（日语：トランスフォーマー ビーストウォーズ (ゲーム)）（柯博文、旁白）
- 神奇物語 ～四種封印～（迪諾）
- 魔幻世界3（日语：マジカルドロップ）
- 瑪莉的鍊金工房 ～薩爾博格之鍊金術士～（克萊斯·卡爾、布雷德夫·西克札爾、舒瓦貝·薩茲）
- 悠久幻想曲（日语：悠久幻想曲）（艾瑞夫·柯爾遜）

1998年
- 安琪莉可 -二重奏-（日语：アンジェリーク）（夢之守護聖奧立威）
- 安琪莉可 天空的鎮魂歌（日语：アンジェリーク 天空の鎮魂歌）（夢之守護聖奧立威）
- EVE The Last One（天城小次郎）
- 鍊金術士艾莉2（克萊斯·卡爾、布雷德夫·西克札爾）
- 火星物語（日语：火星物語）（紫風）
- 金田一少年之事件簿 ～星見島悲哀的復仇鬼～（明智健悟）
- 金田一少年之事件簿2 地獄遊樂園殺人事件（藤原弓彥）
- 格鬥天王草薙京[注 18]（矢吹真吾）
- 格鬥天王'98（矢吹真吾）
- 櫻花大戰2 ～願君平安～（加山雄一）
- 少女革命 遲早被革命的物語（桐生冬芽）
- 新世代機器人戰記（日语：新世代ロボット戦記ブレイブサーガ）（七重變形體、畢可提姆·歐蘭德、廣瀨海／達古渦輪／超級列車達古王）
- 超級機器人大戰F完結篇（青葉茂、白河愁、傑克斯·馬吉斯／米利亞爾特·匹斯克拉福特）
- 雙界儀（日语：双界儀）（塞上夜斗）
- 超剛戰紀機界王（日语：超鋼戦紀キカイオー）（凱、托瑪斯、賽蒙·賀伯特）
- 慟哭 然後…（日语：慟哭 そして…）（柴田桂）
- Dancing Blade 任性桃天使！（破竹）
- 聖龍戰記II（謝福德）
- 初吻☆物語（日语：ファーストKiss☆物語）（香坂宏、案內人）
- Blaze&Blade ～Eternal Quest～（戰士〈男性〉、精靈〈男性〉[注 19]、旁白〈序盤〉）
- 波波羅（日语：ポポローグ）（波利斯）
- Lululi la Luala（史考特）
- 1on1（日语：1on1）（龍）

1999年
- 女神戰記 蕾娜絲（理查德·瓦雷斯）
- SD鋼彈 G世代 ZERO（傑克斯·馬吉斯、尼爾·札姆）
- GALERIANS（鳥人）
- 感應少年EIJI（明日真映兒）
- Cybernetic EMPIRE（黑假面）
- 格鬥天王'99（矢吹真吾）
- 新世紀福音戰士 (NINTENDO64)（青葉茂）
- 真·魔裝機神 PANZER WARFARE（日语：真・魔装機神 PANZER WARFARE）（伊恩·楊格）
- 超級英雄作戰（日语：スーパーヒーロー作戦）（傑克斯·馬吉斯／米利亞爾特·匹斯克拉福特）
- 超級機器人大戰完全版（白河愁）
- SPRIGGAN LUNAR VERSE（日语：スプリガン ルナヴァース）（約翰·雅各蒙德）
- 變異金屬百變金剛（日语：トランスフォーマー ビーストウォーズメタルス64）（柯博文）
- 變異金屬百變金剛 激戰！GANGAN BATTLE（日语：トランスフォーマー ビーストウォーズメタルス 激突!ガンガンバトル）（柯博文）
- 洛克人dash 多蓉與哥布（日语：トロンにコブン）（葛萊德）
- Harlem Beat（小林純直）
- （克拉連司）
- 女神異聞錄2 罪（主人公〈周防達哉〉）
- （景山純）
- 鋼鐵少年（日语：リモートコントロールダンディ）（柳博士〈傑納許·柳〉）

#### 2000年代
2000年
- 安琪莉可 三重奏（日语：アンジェリーク トロワ）（夢之守護聖奧立威）
- EVE ZERO（日语：EVE ZERO）（天城小次郎）
- SD鋼彈 G世代-F（傑克斯·馬吉斯／米利亞爾特·匹斯克拉福特、基姆·金卡納姆）
- 格鬥天王2000（矢吹真吾）
- 超級機器人大戰α（白河愁、傑克斯·馬吉斯／米利亞爾特·匹斯克拉福特）
- SCANDAL（日语：スキャンダル (ゲーム)）（加加美達矢）
- 偵探紳士DASH！（日语：不確定世界の探偵紳士）（惡行雙麻）
- 天使的贈禮 馬爾王國物語（日语：マール王国の人形姫#天使のプレゼント マール王国物語）（基爾提亞、大魔王）
- 新世代機器人戰記2（日语：ブレイブサーガ2）（七重變形體、廣瀨海／達古渦輪／超級列車達古王）
- 女神異聞錄2 罰（周防達哉）
- 洛克人DASH2 龐大的遺產（日语：ロックマンDASH2）（葛萊德、專家）

2001年
- EVE The Fatal Attraction（日语：EVE The Fatal Attraction）（天城小次郎）
- SD鋼彈 G世代-F.I.F（傑克斯·馬吉斯／米利亞爾特·匹斯克拉福特、基姆·金卡納姆）
- 光明騎士3（日语：グローランサーIII）（西昂）
- 格鬥天王2001（矢吹真吾）
- 櫻花大戰3 ～巴黎在燃燒嗎～（加山雄一）
- 超級機器人大戰α外傳（基姆·金卡納姆、白河愁、傑克斯·馬吉斯）
- 超級機器人大戰α for Dreamcast（白河愁、傑克斯·馬吉斯）
- 仙界通錄正史 ～來自TV ANIMATION 仙界傳封神演義～（趙公明）
- Darling（日语：Darling (ゲーム)）（加賀見琉）
- 娜考露露 ～來自某人的恩賜～（仰塔姆）
- 勇者之光：圓環物語（墮落天使拉斯斐勒）
- Missing Blue（日语：Missing Blue）（第36代桃太郎）
- 月之翼 ～超越時空的聖戰～（日语：ルナ・ウイング 〜時を越えた聖戦〜）

2002年
- 復活邪神：無限傳說（日语：アンリミテッド:サガ）（阿美克、法蘭西斯）
- SD鋼彈 G世代 NEO（傑克斯·馬吉斯／米利亞爾特·匹斯克拉福特）
- 聖騎士之戰XX（日语：GUILTY GEAR XX）（艾迪（日语：ザトー＝ONE））
- 冒險奇譚X（十字架）
- 櫻花大戰4 ～戀愛吧少女～（加山雄一）
- 通靈王 Spirit of Shaman（法斯特8世）
- 通靈王 超·占事略決3（法斯特8世）
- SIMPLE2000系列 THE 女性向的戀愛冒險 ～玻璃之森～（惣琉）
- 異域傳說首部曲［權力意志］（日语：ゼノサーガ エピソードI［力への意志］）（托尼）
- DarlingII Backlash（加賀見慧、加賀見琉）
- 偵探 神宮寺三郎 Innocent Black（日语：探偵 神宮寺三郎 Innocent Black）（李宗一）
- 純愛手札 Girl's Side（冰室零一）

2003年
- 安琪莉可 Etoile（日语：アンジェリーク エトワール）（夢之守護聖奧立威）
- 頭文字D Special Stage（高橋涼介）
- EVE brust error PLUS（天城小次郎）
- 天使之谷 威爾貝斯的迷宮（日语：Angelic Vale）（不知火）
- 機動戰士鋼彈SEED（穆·拉·弗拉加／尼歐·羅安那克）
- 聖騎士之戰ISUKA（日语：GUILTY GEAR ISUKA）（艾迪）
- 光明騎士4（日语：グローランサーIV）
- 格鬥天王2003（矢吹真吾、旁白）
- SAKURA ～雪月華～（日语：SAKURA 〜雪月華〜）（深海慎）
- 通靈王 Soul Fight（法斯特8世）
- 十二國記 -紅蓮之標 黃塵之路-（日语：十二国記 -紅蓮の標 黄塵の路-）（景麒）
- 新世紀福音戰士2（青葉茂）
- 新世紀福音戰士 鋼鐵戀人2nd（日语：新世紀エヴァンゲリオン 鋼鉄のガールフレンド2nd）（青葉茂）
- 超級機器人大戰Scramble Commander（日语：スーパーロボット大戦Scramble Commander）（傑克斯·馬吉斯）
- 第2次超級機器人大戰α（傑克斯·馬吉斯）
- 魔力女管家 更萌≠閃耀閃亮的女僕小姐。（流河濤）
- WILD ARMS Altercode:F（日语：ワイルドアームズ アルターコード:エフ）（澤特）

2004年
- SD鋼彈 G世代 SEED（傑克斯·馬吉斯／米利亞爾特·匹斯克拉福特、基姆·金卡納姆、穆·拉·弗拉加）
- 機神咆吼DEMONBANE（日语：斬魔大聖デモンベイン）（溫菲爾德）
- 機動戰士鋼彈SEED 飛向永無止盡的明天（日语：機動戦士ガンダムSEED 終わらない明日へ）（穆·拉·弗拉加／尼歐·羅安那克）
- Keroro軍曹燃燒淘汰賽（日语：ケロロ軍曹 メロメロバトルロイヤル）（Kururu曹長）
- 格鬥天王NEOWAVE（矢吹真吾）
- 通靈王 堅定之魂（法斯特8世）
- 闇影之心II（尼可拉斯·康拉德）
- 十二國記 -顯赫的王道 紅綠的羽化-（日语：十二国記 -赫々たる王道 紅緑の羽化-）（景麒）
- 喜歡所以喜歡（夜）
- 異域傳說Freaks（日语：ゼノサーガ フリークス）（托尼）
- 異域傳說二部曲［善惡的彼岸］（日语：ゼノサーガ エピソードII［善悪の彼岸］）（托尼）
- （加賀見慧、加賀見琉）
- 幕末戀華 花柳劍士傳（日语：幕末恋華 新選組）（庵）
- Full House Kiss（英二郎）
- 鼻毛真拳 9極戰士搞笑融合（日语：ボボボーボ・ボーボボ 9極戦士ギャグ融合）（阿母（日语：ボボボーボ・ボーボボ (架空の人物)））
- 鼻毛真拳 爆鬥恥毛大戰（日语：ボボボーボ・ボーボボ 爆闘ハジケ大戦）（阿母）
- 耽美夢想 ～優美的記憶～（艾扎克）
- 真名法典（日语：マグナカルタ (ゲーム)）（勞爾〈安東尼·拉貝爾〉）
- Remember11 -the age of infinity-（優希堂悟）

2005年
- Another Century's Episode（傑克斯·馬吉斯）
- 家族計劃 ～心之絆～（劉家輝）
- 機動戰士鋼彈SEED 連合vs.Z.A.F.T.（日语：機動戦士ガンダムSEED 連合vs.Z.A.F.T.）（穆·拉·弗拉加）
- 機動戰士鋼彈SEED DESTINY GENERATION of C.E.（日语：機動戦士ガンダムSEED DESTINY GENERATION of C.E.）（穆·拉·弗拉加／尼歐·羅安那克）
- 王國之心II（賽法）
- Keroro軍曹燃燒淘汰賽Z（日语：ケロロ軍曹 メロメロバトルロイヤルZ）（Kururu曹長）
- THE KING OF FIGHTERS XI（矢吹真吾）
- 櫻花大戰5 ～再見，吾愛～（日语：サクラ大戦V 〜さらば愛しき人よ〜）（加山雄一）
- 新光明與黑暗（日语：シャイニング・フォース ネオ）（克萊因）
- 新選組群狼傳（日语：新選組群狼伝）（土方歲三）
- 戰國BASARA（猿飛佐助）
- 第3次超級機器人大戰α 終焉之銀河（傑克斯·馬吉斯、卡姆林·木崎、穆·拉·弗拉加）
- 深淵傳奇（傑特·卡迪斯）
- NANA（一之瀨巧）
- 幽靈王國（日语：ファントム・キングダム）（魔王傑塔）
- FESTA!! -HYPER GIRLS POP-（日语：FESTA!! -HYPER GIRLS POP-）（廣原翔）
- 鼻毛真拳 脫離!! 恥毛皇室（日语：ボボボーボ・ボーボボ 脱出!!ハジケ・ロワイアル）（阿母）
- 魔偵探洛基 魔妖畫 ～失落的微笑～（費雷）
- 水之旋律（桐原拓哉）
- 武藏傳II 劍聖（ガンドレイク）
- 夜刀姬斬鬼行（日语：夜刀姫斬鬼行）（桐生隆征）
- 拉吉亞達物語（日语：ラジアータ ストーリーズ）
- WILD ARMS the 4th Detonator（日语：ワイルドアームズ ザ フォースデトネイター）（澤特、地生人）
- ONE PIECE 偉大航路之爭！RUSH（日语：ONE PIECE グラバト! RUSH）（青雉／庫山）
- ONE PIECE 海盜嘉年華（日语：ONE PIECE パイレーツカーニバル）（青雉／庫山）
- Fighting For ONE PIECE（青雉／庫山）

2006年
- Another Century's Episode 2（傑克斯·馬吉斯）
- 阿拉伯迷情（日语：アラビアンズ・ロスト）
- 頭文字D STREET STAGE（高橋涼介）
- EVE new generation（日语：EVE new generation）（天城小次郎）
- 女神戰記2 希爾梅莉亞（理查德·瓦雷斯）
- 植木的法則 打倒羅貝多十人團!!（李崩）
- 英雄傳說VI 空之軌跡FC[注 20]（奧利維爾·朗海姆）
- 英雄傳說 空之軌跡SC（奧利維爾·朗海姆）
- SD鋼彈 G世代 PORTABLE（傑克斯·馬吉斯／米利亞爾特·匹斯克拉福特、基姆·金卡納姆、穆·拉·弗拉加／尼歐·羅安那克）
- 渾沌大戰（日语：カオスウォーズ）（尼可爾、土方歳三）
- 機神飛翔DEMONBANE（日语：機神飛翔デモンベイン）（溫菲爾德）
- 機動戰士鋼彈SEED DESTINY 連合vs.Z.A.F.T.II（日语：機動戦士ガンダムSEED DESTINY 連合vs.Z.A.F.T.II）（穆·拉·弗拉加／尼歐·羅安那克）
- 機動戰士鋼彈SEED DESTINY 連合vs.Z.A.F.T.II PLUS（日语：機動戦士ガンダムSEED DESTINY 連合vs.Z.A.F.T.II）（穆·拉·弗拉加／尼歐·羅安那克）
- 召喚夜響曲4（信玄）
- 新世紀福音戰士機密檔案（日语：シークレット オブ エヴァンゲリオン）（青葉茂）
- 新世紀福音戰士：鋼鐵戀人 特別篇（青葉茂）
- 新世紀福音戰士2 被創造的世界（（青葉茂）
- 異域傳說I、II（日语：ゼノサーガI・II）（托尼）
- 異域傳說三部曲［查拉圖斯特拉如是說］（日语：ゼノサーガ エピソードIII［ツァラトゥストラはかく語りき］）（托尼）
- 戰國BASARA2（猿飛佐助）
- Keroro軍曹演習啦！全員集合（Kururu曹長）
- 天外魔境ZIRIA ～遙遠的日本國～（大蛇丸）
- 任俠傳 渡世人一代記（風來的蓮次）
- 公主奇緣（日语：パレドゥレーヌ）
- 暮蟬悲鳴時（赤坂衛）
- 耽美夢想II ～誇耀與正義與愛～（艾扎克）
- 魔界戰記2（斧雪、兔子先生、傑塔大人、侍）
- Muv-Luv 全年齡版（沙霧尚哉、一文字鷹嘴）
  - Muv-Luv Alternative 全年齡版（沙霧尚哉、一文字鷹嘴）
- 不可思議謎題 ～八十神薰的挑戰！～（日语：ミステリート (第1作)）（惡行雙麻）
- 水之旋律2 ～緋之記憶～（桐原拓哉）
- 浪客劍心 炎上！京都輪迴（仲）
- WILD ARMS the Vth Vanguard（地生人）

2007年
- Another Century's Episode 3 THE FINAL（阿斯哈姆·布恩、基姆·金卡納姆）
- ASH -ARCHAIC SEALED HEAT-（丹）
- 魔塔大陸2 少女們於世界中迴響的創造詩（阿爾弗曼·烏拉諾斯）
- 頭文字D ARCADE STAGE 4（高橋涼介）
- 幻影流星（日语：ウィル・オ・ウィスプ (ゲーム)）（伊格尼斯）
- 好逑少女 夏色Striker（池袋龍也）
- 英雄傳說 空之軌跡 the 3rd（奧利維爾·朗海姆）
- SD鋼彈 G世代 SPIRITS（杜懷德·卡姆里）
- 黑暗行動（路易斯·康頓）
- 股票交易員瞬（日语：株トレーダー瞬）（貝奈菲特）
- 鋼彈無雙（米利亞爾特·匹斯克拉福特）
- 機動戰士鋼彈SEED 連合vs.Z.A.F.T. PORTABLE（日语：機動戦士ガンダムSEED 連合vs.Z.A.F.T.）（穆·拉·弗拉加）
- 熾焰帝國：Circle Of Doom（日语：Kingdom Under Fire : Circle Of Doom）（來因哈特）
- 銀魂 和阿銀一起！我的歌舞伎町日記（高杉晉助）
- （高杉晉助）
- 銀魂 萬事屋～可吐槽動畫（高杉晉助）
- Keroro軍曹演習啦！全員集合2（Kururu曹長）
- 戀姬†夢想～心動☆全是少女的三國演義～（于吉）
- 新世紀福音戰士機密檔案 攜帶版（日语：シークレット オブ エヴァンゲリオン）（青葉茂）
- 超級機器人大戰OG ORIGINAL GENERATIONS（白河愁）
- 超級機器人大戰Scramble Commander the 2nd（日语：スーパーロボット大戦Scramble Commander the 2nd）（傑克斯·馬吉斯、穆·拉·弗拉加／尼歐·羅安那克）
- 超級機器人大戰OG外傳（白河愁）
- 聖鬥士星矢 冥王十二宮篇（日语：聖闘士星矢 冥王ハーデス編#ゲーム）（天猛星 拉達曼迪斯）
- 戰國BASARA2 英雄外傳（猿飛佐助）
- DEAR My SUN!! ～育★子★狂想曲～（日语：DEAR My SUN!!〜ムスコ★育成★狂騒曲〜）（MELODY）
- 經典傳奇Vol.2（日语：テイルズ オブ ファンダム Vol.2）（傑特·卡迪斯）
- 心之國的愛麗絲 ～Wonderful Wonder World～（日语：ハートの国のアリス〜Wonderful Wonder World〜）（尤力鄔斯·孟瑞）
- BINGO GALAXY（日语：BINGO GALAXY）（遊戲進行旁白）
- Myself ; Yourself（若月修輔）
- 遊☆戲☆王 怪獸之決鬥GX 雙重戰力2（日语：遊☆戯☆王デュエルモンスターズGX タッグフォース2）（齋王琢磨）
- 鍊金術士莉慈（日语：リーズのアトリエ 〜オルドールの錬金術士〜）（艾力·米達）
- 名偵探福音戰士（日语：名探偵エヴァンゲリオン）（青葉茂）
- ONE PIECE 無限冒險（日语：ONE PIECE アンリミテッドアドベンチャー）（青雉／庫山）
- ONE PIECE 靈魂檔位（青雉／庫山）

2008年
- 頭文字D EXTREME STAGE（高橋涼介）
- 幻影流星 ～依斯塔的奇蹟～（伊格尼斯）
- 好逑少女 2 兩個小翠!?（池袋龍也）
- 鋼彈無雙2（米利亞爾特·匹斯克拉福特、鋼彈無雙（米利亞爾特·匹斯克拉福特）
- 問答魔法學院DS（賽力歐斯）
- 勇者傳說 Online（ファビクロ）
- 超級機器人大戰A PORTABLE（傑克斯·馬吉斯）
- 超級機器人大戰Z（基姆·金卡納姆、阿斯哈姆·布恩、穆·拉·弗拉加／尼歐·羅安那克）
- 超劇場版Keroro軍曹3 動作！天空大冒險是也！（日语：超劇場版ケロロ軍曹3 天空大冒険であります!）（Kururu曹長）
- 魔喚精靈（奧利維爾·朗海姆[186]）
- 魔界戰記3 Return（日语：魔界戦記ディスガイア3）（傑塔）[注 21]
- 魔人偵探腦嚙涅羅（腦嚙涅羅）2作品
- 神秘事件（日语：ミステリート (第1作)）（惡行雙麻）2作品
- 遊☆戲☆王 怪獸之決鬥GX 雙重戰力3（日语：遊☆戯☆王デュエルモンスターズGX タッグフォース3）（齋王琢磨）
- Real Rode（安克）
- LUX PAIN（日语：ルクス・ペイン）（龍一）
- Wonderland ONLINE -聖殿的守護者-（薩爾斯）
- ONE PIECE 無限巡航 Episode:1 -波浪中的秘寶-（日语：ONE PIECE アンリミテッドクルーズ）（青雉／庫山）

2009年
- 弧光幻想曲（日语：アークライズファンタジア）
- THE IDOLM@STER SP（黑井社長〈黑井崇男〉）
- 幻影流星 DS（伊格尼斯）
- 幻影流星 攜帶闆（伊格尼斯）
- SD鋼彈 G世代 WARS（傑克斯·馬吉斯／米利亞爾特·匹斯克拉福特、基姆·金卡納姆、穆·拉·弗拉加／尼歐·羅安那克）
- 機動戰士鋼彈 鋼彈vs.鋼彈NEXT（日语：機動戦士ガンダム ガンダムVS.ガンダムNEXT）（傑克斯·馬吉斯／米利亞爾特·匹斯克拉福特、基姆·金卡納姆、穆·拉·弗拉加）
- 格鬥天王2002 UNLIMITED MATCH（矢吹真吾）
- The Tower of AION（系統聲音〈男2〉、角色聲音〈男3〉）
- 鬼牌之國的愛麗絲 ～Wonderful Wonder World～（尤力鄔斯·孟瑞）
- 超級機器人大戰NEO（日语：スーパーロボット大戦NEO）（安倍晴明）
- 戰國BASARA 熱戰英雄（猿飛佐助）
- SOUL EATER 噬魂者戰鬥共鳴（石中聖劍）
- 超劇場版Keroro軍曹 擊侵龍鬥士軍團是也！（日语：超劇場版ケロロ軍曹 撃侵ドラゴンウォリアーズであります! (ゲーム)）（Kururu曹長）
- 時空幻境 世界傳奇 閃耀神話2（日语：テイルズ オブ ザ ワールド レディアント マイソロジー2）（傑特·卡迪斯）
- 時空幻境 決鬥傳奇（日语：テイルズ オブ バーサス）（傑特·卡迪斯）
- 鬥真傳（日语：闘真伝）
- 伯爵與妖精 ～忘情於夢與羈絆～（格魯比）
- 不確定世界的偵探紳士 ～惡行雙麻事件檔案～（日语：不確定世界の探偵紳士）（惡行雙麻）
- Myself ; Yourself 各自的發展（若月修輔）
- 戰鬥陀螺 鋼鐵奇兵 血戰競技場（大道寺）
- 戰鬥陀螺 鋼鐵奇兵 爆誕！電腦天馬（大道寺）
- 十字架與吸血鬼 CAPU2 戀與夢的狂想曲（小戀）
- ONE PIECE ONEPY B MATCH（日语：ワンピーベリーマッチ）（青雉／庫山）

#### 2010年代
2010年
- 週年紀念的愛麗絲 ～Wonderful Wonder World～（尤力鄔斯·孟瑞）
- 伊蘇vs.空之軌跡 Alternative Saga（奧利維爾·朗海姆）
- 無法掙脫的背叛 -黃昏中墮落的祈導-（祗王天白）
- 永恆的盡頭（蘇利文）
- 鋼彈無雙3（米利亞爾特·匹斯克拉福特、基姆·金卡納姆）
- 機動戰士鋼彈 極限VS.（日语：機動戦士ガンダム エクストリームバーサス）（傑克斯·馬吉斯、基姆·金卡納姆）
- 問答魔法學院DS ～雙重時空石～（賽力歐斯）
- Keroro RPG 騎士與武者與傳說海盜（日语：ケロロRPG 騎士と武者と伝説の海賊）（Kururu曹長）
- 超級機器人大戰OG傳奇 魔裝機神 THE LORD OF ELEMENTAL（日语：スーパーロボット大戦OGサーガ 魔装機神 THE LORD OF ELEMENTAL）（白河愁）
- 戰國BASARA3（猿飛佐助）
- 純愛手札 Girl's Side 3rd Story（冰室零一）
- 通靈戰士 PORTABLE（日语：ファントム・ブレイブ）（魔王傑塔）
- 公主戀人 ～Eternal Love For My Lady～（文森特·范·霍森）
- 北斗無雙（雷（日语：レイ_(北斗の拳)））
- 戰鬥陀螺 鋼鐵奇兵 爆神須佐之男來襲！（大道寺）
- 戰鬥陀螺 鋼鐵奇兵 攜帶版 超絕轉生！巴爾幹赫瑟斯（大道寺）
- 戰鬥陀螺 鋼鐵奇兵 頂上決戰！大爆炸（大道寺）
- Real Rode PORTABLE（安克）
- ONE PIECE 大決戰！（日语：ONE PIECE ギガントバトル!）（青雉／庫山）

2011年
- THE IDOLM@STER 2（黑井社長〈黑井崇男〉）
- SD鋼彈 G世代 WORLD（傑克斯·馬吉斯／米利亞爾特·匹斯克拉福特、基姆·金卡納姆、穆·拉·弗拉加／尼歐·羅安那克）
- SD鋼彈 G世代 3D（傑克斯·馬吉斯／米利亞爾特·匹斯克拉福特、基姆·金卡納姆、穆·拉·弗拉加／尼歐·羅安那克）
- 凱薩琳（喬納森·「強尼」·阿尼加 ）
- 忍道2 散華（日语：忍道2 散華）（柏樹的修）
- 聖鬥士星矢戰記（日语：聖闘士星矢戦記）（天猛星 拉達曼迪斯）
- 戰國BASARA3 宴（猿飛佐助）
- 第2次超級機器人大戰Z 破界篇（傑克斯·馬吉斯）
- 時空幻境 世界傳奇 閃耀神話3（日语：テイルズ オブ ザ ワールド レディアント マイソロジー3）（傑特·卡迪斯、英雄的聲音）
- 諾菈與時間工房 迷霧森林的魔女（尤嘉·瓦爾塔能）
- 幽靈王國 PORTABLE（魔王傑塔）
- 文明開華 葵座異聞錄（日语：文明開華 葵座異聞録）（三遊亭寶船）
- 梅露露的工作室～亞蘭德的鍊金術士3～（魯菲斯·法爾肯）
- 天啟之王（日语：ロード オブ アポカリプス）（瓦米利昂）
- ONE PIECE 無限巡航 SP（青雉／庫山）
- ONE PIECE 大決戰！2 新世界（日语：ONE PIECE ギガントバトル! 2 新世界）（青雉／庫山）

2012年
- 銀河遊騎兵（金奇拉[187]）
- 雙槍激鬥（阿隆·巴洛斯[188]）
- 機動戰士鋼彈 極限VS.火力全開（日语：機動戦士ガンダム エクストリームバーサス フルブースト）（傑克斯·馬吉斯、基姆·金卡納姆）
- 機動戰士鋼彈SEED BATTLE DESTINY（日语：機動戦士ガンダムSEED BATTLE DESTINY）（穆·拉·弗拉加／尼歐·羅安那克）
- 源狼 GENROH（日语：源狼 GENROH）（御影[189]）
- 午夜12時鐘響與灰姑娘 ～Halloween Wedding～（日语：12時の鐘とシンデレラ〜Halloween Wedding〜）（紀伯特·克羅伊斯）
- 真·北斗無雙（雷[190]）
- 超級機器人大戰OG傳奇 魔裝機神II REVELATION OF EVIL GOD（白河愁）
- 第2次超級機器人大戰OG（白河愁）
- 第2次超級機器人大戰Z 再世篇（傑克斯·馬吉斯／米利亞爾特·匹斯克拉福特、卡姆林·木崎）
- 鑽石之國的愛麗絲 ～Wonderful Wonder World～（尤力鄔斯·孟瑞[191]）
- 英雄幻想曲（日语：ヒーローズファンタジア）（Kururu曹長）
- 聖火降魔錄 覺醒（隆克、法烏達）
- 勇氣默示錄：Flying Fairy（聖騎士戰士[192]）
- 文明開華 葵座異聞錄 再演（三遊亭寶船）
- 女神異聞錄2 罰 ETERNAL PUNISHMENT（周防達哉）
- 迷宮塔路：遺跡之星（日语：迷宮塔路レガシスタ）（福爾庫斯·札伊德[193]）
- 迷宫的彼方（封印者）
- ONE PIECE 海賊無雙（青雉／庫山）
- ONE PIECE ROMANCE DAWN 冒險的黎明（日语：ワンピース ROMANCE DAWN 冒険の夜明け）（青雉／庫山）

2013年
- ArcheAge（精靈〈男性〉[194]）
- 英雄傳說 閃之軌跡（奧利巴特皇子[195]）
- 境界線上的地平線 PORTABLE（四郎次郎·伯托尼[196]）
- 銀魂大富翁（日语：銀魂のすごろく）（高杉晉助[197]）
- JoJo的奇妙冒險 全明星大亂鬥（日语：ジョジョの奇妙な冒険 オールスターバトル）（迪奧·布朗度／DIO[198]）
- 巴哈姆特之怒（盧修斯[199]、艾蜜莉亞的父親）
- 新裝版 心之國的愛麗絲 ～Wonderful Wonder World～（尤力鄔斯·孟瑞[200]）
- 超級機器人大戰OG傳奇 魔裝機神III PRIDE OF JUSTICE（日语：スーパーロボット大戦OGサーガ 魔装機神III PRIDE OF JUSTICE）（白河愁[201]）
- 超級機器人大戰OG 黑色牢籠（日语：スーパーロボット大戦OG INFINITE BATTLE）（白河愁[202]）
- 超級機器人大戰Operation Extend（傑克斯·馬吉斯、Kururu曹長）
- 超級機器人大戰UX（溫菲爾德）
- 聖鬥士星矢 英勇鬥士（日语：聖闘士星矢 ブレイブ・ソルジャーズ）（天猛星 拉達曼迪斯）
- 刀劍神域 無限瞬間（艾貝莉希[203]）
- 鑽石之國的愛麗絲 ～Wonderful Mirror World～（尤力鄔斯·孟瑞[204]）
- 約會大作戰 烏托邦凜禰（神無月恭平[205]）
- 美食獵人TORIKO 終極生存戰（日语：トリコ アルティメットサバイバル）（雷克斯）
- 英雄對決（日语：HEROES' VS）（逆X[206]）
- Fate/EXTRA CCC（安徒生[207]）
- 亞瑟公主（日语：Princess Arthur）（特雷斯坦[208]）
- 勇氣默示錄：For the Sequel（聖騎士戰士）
- MIND≒0（緒方洋一[209]）
- 超時空要塞30 連繫銀河的歌聲（日语：マクロス30 銀河を繋ぐ歌声）（卡姆林·木崎[210]）
- 梅露露的鍊金工房Plus ～亞蘭德的鍊金術士3～（魯菲斯·法爾肯[211]）
- 羅密歐VS茱麗葉（日语：ロミオVSジュリエット）（班伏里歐·孟塔吉[212]）
- ONE PIECE 無限世界 赤紅（日语：ONE PIECE アンリミテッドワールド レッド）（青雉／庫山）
- ONE PIECE 海賊無雙2（青雉／庫山）

2014年
- 阿拉伯迷情 ～The engagement on desert～（傑瑞德·巴爾札札爾[213]）
- 英雄傳說 閃之軌跡 II（奧利巴特皇子[214]）
- 神明與命運覺醒的交叉論題（日语：神様と運命覚醒のクロステーゼ）（狗神飛燕[215]）
- 雙槍激鬥2（阿隆·巴洛斯[216]）
- 聖騎士之戰Xrd SIGN（Zato-1[217]）
- 機動戰士鋼彈 極限VS.全力爆發（日语：機動戦士ガンダム エクストリームバーサス マキシブースト）（傑克斯·馬吉斯／米利亞爾特·匹斯克拉福特、基姆·金卡納姆、穆·拉·弗拉加）
- 問答魔法學院 天之學舎（賽力歐斯[218]）
- 碧藍幻想（盧修斯、納吉·史普林菲爾德）
- 核心爭霸（史泰隆[219]）
- 飆酷車神（艾利克斯）
- 三國志英歌[220]
- J-STARS Victory VS（日语：ジェイスターズ ビクトリーバーサス）（阿母、腦嚙涅羅）
- JoJo的奇妙冒險 星塵射手（DIO／迪奧·布蘭度）[221]
- 白貓Project（傑格爾·庫翁[222]、威爾弗里德·奧爾克斯[223]）
- 超級機器人大戰OG傳奇 魔裝機神F COFFIN OF THE END（日语：スーパーロボット大戦OGサーガ 魔装機神F COFFIN OF THE END）（白河愁[224]）
- Sky Lore（傑森[225]）
- 戰國BASARA4（猿飛佐助[226]）
- 刀劍神域 虛空斷章（艾貝莉希[227]）
- 第3次超級機器人大戰Z 時獄篇（傑克斯·馬吉斯、卡姆林·木崎、札伊德）
- 時空幻境 世界傳奇 夢想尤尼提亞（日语：テイルズ オブ ザ ワールド タクティクス ユニオン）（傑特·卡迪斯[228]）
- 約會大作戰 或守Install（神無月恭平[229]）
- 心之國的愛麗絲 ～Wonderful Twin World～（尤力鄔斯·孟瑞[230]）
- 藤子·F·不二雄角色大集合！SF喧鬧派對!!（音效聲音）
- 魔兵驚天錄2（假面賢者／巴爾德[231]）
- 羅密歐&茱麗葉（班伏里歐·孟塔吉[232]）
- ONE PIECE 超級偉大航路之爭！X（青雉／庫山）
- ONE PIECE KINGS（青雉／庫山）

2015年
- 偶像大師 百萬人演唱會！（黑井社長〈黑井崇男〉）[注 22]
- 安琪莉可 Retour（夢之守護聖奧立威[233]）
- 亡者戰記 -在另一側的天空下-（大和瓦[234]）
- 【18】與你相繫方塊（神崎勝海[235]）
- 英雄傳說 空之軌跡 FC Evolution（奧利維爾·朗海姆[236]）
- ECHO OF SOUL（雷金[237]）
- Hortensia Saga 蒼之騎士團（菲爾南多·歐貝爾[238]、貝爾川[239]）
- 終結的熾天使 命運的開端（盧考勒·威士卡[240]）
- 聖騎士之戰Xrd -REVELATOR-（Zato-1[241]）
- 問答RPG 魔法使與黑貓維茲（四聖賢 庫歐.瓦迪斯）
- 幻影異聞錄♯FE（納巴爾[242]、隆克[243]）
- 喧嘩番長6 ～魂與血～（日语：喧嘩番長6〜ソウル&ブラッド〜）（御堂辰哉[244]）
- 戀愛王子 ～秘密的契約結婚～（成瀨·留香·響[245]）
- 食戟之靈 友情與羈絆的一盤（堂島銀[246]）
- JoJo的奇妙冒險 天國之眼（日语：ジョジョの奇妙な冒険 アイズオブヘブン）（迪奧·布朗度／DIO／到達天國的DIO、迪亞哥·布蘭度／從平行世界來的迪亞哥[247]）
- 白貓Project（小太[248]）
- 聖鬥士星矢 鬥士之魂（天猛星 拉達曼迪斯）
- 戰國BASARA4 皇（猿飛佐助[249]）
- 第3次超級機器人大戰Z 天獄篇（傑克斯·馬吉斯、卡姆林·木崎）
- 熱情傳奇（魯納魯[250]、傑特·卡迪斯）
- 約會大作戰 Twin Edition 轉世凜緒（神無月恭平[251]）
- 勇者鬥惡龍VIII 天空、碧海、大地與被詛咒的公主（多爾瑪格斯[252]）
- 薄櫻鬼 真改 風之章（武田觀柳齋[253]）
- BELIEVER！（[254]）
- 聖火降魔錄if（傑洛[255]）
- Fate/Grand Order（漢斯·克里斯蒂安·安徒生、梅菲斯托費勒斯[256]、奧茲曼迪亞斯[257]）
- Princess Connect！（十天衆[258]）
- 勇氣默示錄2 終結次元（戰士·李[259]）
- 魔界戰記5（火紅·瑪格納斯[260]）
- 妖怪手錶剋星 月兎組（滑瓢／大妖魔滑瓢狐）
- ONE PIECE 海賊無雙3（青雉／庫山）

2016年
- Aikatsu！偶像活動！Photo on stage!!（星宮太一）
- 夢王國與沉睡中的100位王子殿下（秋人[261]）
- 陰陽師（荒川之主、燈籠鬼）
- 女友伴身邊（惡桃男[262]）
- 機動戰士鋼彈 極限VS. FORCE（日语：機動戦士ガンダム エクストリームバーサス フォース）（基姆·金卡納姆）[注 21]
- 再集之晶（日语：クリスタル オブ リユニオン）（庫·富林[263]）
- Shadowverse（[264]、盧修斯[264]）
- 少女們向荒野進發[265]
- 白貓網球（ヴィルフリート·オルクス）
- 白貓Project（猶大·巴爾·奧威爾沙[266]）
- 戰國BASARA 真田幸村傳（猿飛佐助）
- 蒼空解放（[267]）
- 刀劍神域 記憶重組（奧伯龍）
- 天天傳奇（巫師[268]）
- 鎖鏈戰記 ～絆之新大陸～（巴卡斯[269]）
- 怪物彈珠（炎之鬥神涅槃）
- 野貓與戀愛鍊金術（史諾[270]）
- 薄櫻鬼 真改 華之章（武田觀柳齋[271]）
- 夢幻之星Online 2（奧菲爾·賀伯特、男性追加聲音93）
- 龍息之焰6 白龍的守護者（日语：ブレス オブ ファイア）（正宗[272]）
- Mighty No. 9（Mr.格拉罕[273]）
- 黎冥學園學生徒會 ～天魔的末裔與禁斷的果實～（劍持正樹）
- 妖怪手錶3（滑瓢／滑飄神／斬之倫）
- 文豪與鍊金術師（幸田露伴）

2017年
- 聖火降魔錄 英雄雲集（拿巴爾[274]、隆克、傑洛、賽巴、雷溫、西提司、零）
- 加速世界VS刀劍神域 千年的黃昏（奧伯龍[275]）
- 時空幻境 鏡光傳奇（日语：テイルズ オブ ザ レイズ）（傑特·卡迪斯）
- Re:從零開始的異世界生活 -DEATH OR KISS-（羅茲瓦爾·L·梅札斯[276]）
- 聖火降魔錄 回聲 另一位英雄王（賽巴[277]）
- 黑騎士與白魔王（魯格[278]）
- 足球小將翼 ～奮戰夢幻隊～（利華爾[279]）
- Stand My Heroes（瀨尾鳴海）
- 英雄傳說 閃之軌跡 III（奧利巴特皇子[280]）
- 聖火降魔錄無雙（那巴爾、法達、傑洛）
- 真·女神轉生 DEEP STRANGE JOURNEY（亞瑟[281]）
- 七騎士（梅爾基爾[282]）
- 白貓網球（約達）
- DISSIDIA FINAL FANTASY OPERA OMNIA（日语：ディシディア ファイナルファンタジー オペラオムニア）（賽法·阿爾瑪西[283]）
- 偶像大師 百萬人演唱會！劇場時光（黑井社長〈黑井崇男〉）
- 人中之龍 極2（飯淵圭）
- 莉迪&蘇瑞的鍊金工房 ～不可思議繪畫的鍊金術士～（羅傑·馬連[284]）
- 星海遊俠：回憶（日语：スターオーシャン:アナムネシス）（雷札德·瓦瑞斯）
- 妖怪手錶剋星 2 祕寶傳說班峇拉雅 寶劍版/手鎗版

2018年
- 銀魂亂舞（高杉晉助）
- 唱吧！超時空要塞手機DeCulture（日语：歌マクロス スマホDeカルチャー）（卡姆林·木崎）
- Princess Connect！Re:Dive（十天衆[285]）
- 超級機器人大戰X-Ω（日语：スーパーロボット大戦X-Ω）（白河愁）
- 進擊的巨人2（獸之巨人）
- 超級機器人大戰X（傑克斯·馬吉斯）
- 三獸召喚記（賽門[286]）
- Negimate！ UQ HOLDER！ ～魔法老師！2～（納吉·史普林菲爾德）
- 參千世界遊戯 ～Re Multi Universe Myself～（雷公[287]）
- 偶像幻想（日语：IDOL FANTASY - アイドルファンタジー -）（蕃遙人）
- 夢間集（日语：夢間集）（神彫）
- 奇幻重力 ～皮諾與重力使者～（古之破面[288]）
- 格鬥天王：全明星（矢吹真吾、高杉晉助[289]）
- DREAM！ing（桐谷洋介[290]）
- 蒼之紀元（傑克）
- 戰鬥陀螺Burst Battle Zero（阿煇[291]）
- 非人学园（兄贵兔）
- Alteil NEO（迪朗達爾[292]）
- Sdorica 萬象物語（賈漢·奧古斯汀、海德·奧斯特）

2019年
- 超级七龍珠群雄（哈茲）
- JUMP FORCE（DIO）
- 夢幻模擬戰（亞魯特繆拉·奧利維爾[293]）
- EVE rebirth terror（日语：EVEシリーズ）（天城小次郎[294]）
- MASS FOR THE DEAD（尼根·古立德·路因）
- 魔法禁書目錄 幻想收束（騎士團長[295]）
- 火焰之紋章 風花雪月（西提司／奇霍爾羅[296]）
- 時之歌 -無盡之詩-（モレディア）
- 不可思議謎題F 偵探們的謝幕（惡行雙麻[297]）
- 格鬥天王 for GIRLS（矢吹真吾）
- IdentityV 第五人格（前鋒／威廉·艾利斯）
- JoJo的奇妙冒險 最後生存者（日语：ジョジョの奇妙な冒険 ラストサバイバー）（DIO[298]）
- 英雄聯盟（賽特[299]）

#### 2020年代
2020年
- 東京放學後召喚師（日语：東京放課後サモナーズ）（特斯卡特利波卡）
- 超級機器人大戰DD（白河愁）
- Re:從零開始的異世界生活 Lost in Memories（羅茲瓦爾·L·梅札斯[300]）
- （百勒努斯[301]）
- 真·北斗無雙 手機版（雷[302]）
- 假面騎士：英雄尋憶（宙斯摻雜體） 2021年代

2021年
- Guilty Gear -Strive （Zato=1[303]）
- JACK JEANNE（中座秋吏[304]）
- 薑餅人王國（忍者餅乾）
- 聖火降魔錄 英雄雲集（龐托）

2022年
- 七龍珠 爆裂激戰（哈茲）

2023年
- 格斗天王XV（矢吹真吾）
- 刀劍亂舞（實休光忠）
- 歧路旅人II（哈維）
- 快打旋風6（卡洛斯宮本）
- 咒術迴戰（伏黑甚爾）
- 甜點轉生（德納薛爾·米爾·弗巴雷克）
- 超偵探事件簿 霧雨謎宮（夜行＝菲利歐）

2024年
- 鋼彈創壞者4（卡欧斯）
- 暗喻幻想：ReFantazio（摩爾）
- 辟邪除妖 Variants Daphne（夏古提斯）

2025年
- 優米雅的鍊金工房 ～追憶之鍊金術士與幻創之地～（單片眼鏡的狼男[305]）

### CD

#### 廣播劇CD
- 天使夜未眠（日语：アーシアン）系列（拉法爾）
- Anime店長（日语：アニメ店長）系列（道玄坂登也）
- 星座宮神話（日语：アリーズ）（米諾斯／工藤信彥）
- 艾莉森 廣播劇CD版（卡爾·班奈迪）
- 艾瑞莎 ～魔法人形的鎮魂曲～（日语：アレサ）（葛連）
- 伊蘇&空之軌跡vs.凡·喬（奧利維爾·朗海姆）[306]
- 天魔黑兔2 ～<<月亮>>升起的午休時間～（巴爾思庫拉）
- 隨時召喚！召喚夜響曲4（日语：いつでも召喚!サモンナイト4） Vol.1－2（信玄）
- EVE The Fatal Attraction（日语：EVE The Fatal Attraction）（天城小次郎）
- 今樣天狗綺譚 BLACK BIRD（鳥水匡）
- Weiß kreuz系列（AYA〈藤宮蘭〉、巴）
- 吸血鬼騎士 廣播劇CD版（黑主灰閻）
- 幻影流星（日语：ウィル・オ・ウィスプ (ゲーム)） 廣播劇CD ～聖誕節的軌跡～（伊格尼斯）
- WATER
- 無法掙脫的背叛1－2（祇王天白）
  - 電視動畫「無法掙脫的背叛」原聲廣播劇CD3（祇王天白）
- 英雄傳說 空之軌跡 廣播劇CD ～離去的決意～（奧利維爾·朗海姆）
- ETERNAL GUARDIAN ～聖戦士傳說～（エオル）
- ALTERNATIVE
- （國重穗高）
- 快感指令（日语：快感・フレーズ）（大河內也）
- 學園特警杜克萊恩（日语：学園特警デュカリオン）（數奇屋橋壽）
- （REN）
- （馬利克斯）
- CARAT！光之魔法國（傑拉德）
- 火宵之月（日语：火宵の月）（土御門有匡）
- 廣播劇CD第2彈 擁抱季節（真二）
- 機工魔術士 -enchanter- 前篇、後篇（阿道夫）
- 春江月花嫁曲（日语：きらきら馨る）系列（陽朔）
- 毀滅者Knight&Ran系列（蘭）
- 紅蓮之夢（伊文[307]）[308]
- Keroro軍曹 地球侵略CD（Kururu曹長）
- Keroro軍曹 CD 第1－3、5卷（1、3、5卷聲演Kururu曹長，4卷聲演骸（ガイ），5卷同時兼演探査員B）－第5卷負責封面標題設計。
- GOSICK（古雷溫·德·布洛瓦）
- 秋櫻之空（江之尾忠介）
- 廣播劇（風之雷）
- 戀愛王子 ～秘密的契約結婚～ 廣播劇CD 第1巻（成瀨·留香·響[309]）
- 感到困惑時請對著星星傾聽（日语：困った時には星に聞け!）（奧野善也）
- KOYASU 001－006
- 最終神話戰爭伊特奧佩拉 原聲廣播劇CD 第1章 分裂的神話（帝釋天因陀羅）
- 格鬥天王系列（矢吹真吾）
  - 格鬥天王'97 ～激突篇～（金、布魯·瑪莉）
  - 格鬥天王'98 廣播劇CD（布魯·瑪莉）
  - SNK角色原聲精選 Vol.5 KOF'97角色廣播劇 SPECIAL EDITION
  - 格鬥天王'98 DREAM MATCH NEVER ENDS 廣播劇CD
  - 格鬥天王'99 廣播劇CD
  - NEO-GEO DJ Station GAME-DRA NIGHT（日语：子安・氷上のゲムドラナイト）
- 鬼眼狂刀系列
  - 獨眼（One Eye Dragon）龍的嘶吼（螢、服部半藏）
  - 武士學園2 炎之激鬥，體育祭篇!!（螢）
  - 武士學園3 燃燒吧純情！修學旅行篇!!（螢）
  - 前往陰陽大人的門篇
    - 第一卷『惡魔之眼』（螢）
    - 第二卷『冰炎之侍』 （螢、德川家康）
    - 第三卷『天翔麒麟』（螢）
    - 第四卷『朱雀對鶺鴒』（螢）
- CD廣播劇 英雄傳說III ～白髮魔女～（庫茨）
- G奇幻漫畫CD精選 火焰之紋章 暗黑龍與光之劍（那巴爾）
- The Epic of Zektbach Novel CD Series ～Masinowa～（日语：The Epic of Zektbach）
- 驚異死亡線（日语：死と彼女とぼく）（松實優作）
- 銀河騎士傳（落合）[注 23]
- 私立正義學園 廣播劇專輯 ～被狙擊的太陽學園 熱血死鬥篇～（有瀨裕）
- 十二國記系列（朱衡、景麒）
- 魔王愛勇者（鏡）
- （秋月秀一郎）
- 白色的明天在等著我們！火箭隊（日语：白い明日だ!ロケット団）（蒙多）
- 超級機器人大戰ORIGINAL GENERATION THE SOUND CINEMA（白河愁）
- Snow Dance☆Chopin（花京院遙）
- 星刻龍騎士 廣播劇CD（米卡悟斯）
- 聖獸傳承 黑暗天使（日语：聖獣伝承ダークエンジェル）（筐）
- 青桃院學園風紀錄（日语：青桃院学園風紀録）系列（御靈寺密）
- （市川官房長官）
- 異域傳說OUTER FILE Vol.1－3（托尼）
- 仙界傳封神演義外傳 第參章（趙公明）
- 戰國BASARA系列（猿飛佐助）
- 戰國武友傳 伍之卷 ～龍虎的邂逅～（伊達政宗）
- Soul Link（新田和彥）
- SEX=LOVE2（立花涼）
- 劍之世界  廣播劇CD （希斯克利夫·薩伯哈根）
- 殭屍借貸 廣播劇CD版（鼈甲）
- DARK EDGE（日语：DARK EDGE） 開始的預備鈴（土屋）
- TIME CRISIS（日语：タイムクライシス）（謝爾德·加羅）
- 奮戰吧！賽巴斯汀（日语：戦う!セバスチャン）2（魯道夫·許泰納）
- TARAKO PAPPARA PARADISE（古斯）
- （路尼·胡威）
- TWIN SIGNAL（帕爾斯）
- DEAR My SUN!! ～育★子★狂想曲～ 角色歌曲&訊息CD 風斗ver.（日语：DEAR My SUN!!〜ムスコ★育成★狂騒曲〜）（MELODY）
- 停電少女和羽蟲的管弦樂 第一樂章：螢（銀影）
- 深淵傳奇（傑特·卡迪斯）
  - 深淵傳奇 第0章（傑特·卡迪斯）
- 天使×惡魔系列（烏列爾）
- 天使禁獵區系列（吉良朔夜／路西法）
- 天上的彩虹（日语：天上の虹）（中大兄皇子、天智天皇）
- 天地無用！魎皇鬼' (Dash)（普吉普吉）
- 天真！絕滅戰士!!（日语：天然!絶滅ヒーロー!!）（亞斯特）
- 東京騎士王國系列（南黑須）
- DOG DAYS 廣播劇BOX vol.1（羅蘭·瑪爾提諾基）
- 我的801女友R（日语：となりの801ちゃん）2（N江）
- 出包王女（薩斯汀）
- 廣播劇CD 幻想水滸傳 Vol.1－2（格里密歐）
- 廣播劇CD「惡魔召喚師葛葉雷道對單眼化神（日语：デビルサマナー 葛葉ライドウ 対 アバドン王）」前、後篇（鳴海）
- 偽戀（克勞德）[注 24][310]
- 跟貓道歉！ 漫畫版原聲專輯（瀨川勝）
- NOBU系列（NOBU）
  - NOBU（???）
  - HIDE
  - NOBU學園
- 帥鴿男友（日语：はーとふる彼氏）系列（岩峰舟）
  - 廣播劇CD 序羽
  - 廣播劇CD 第一羽
- 魔法提琴手（克勒里·奈德）
- 系列（八神春彥）
- 伯爵與妖精系列（格魯比）
- 幕末志士的戀愛情事（日语：幕末志士の恋愛事情）系列（大久保利通）
  - 廣播劇CD 
  - 廣播劇CD [311]
- BUD BOY（日语：BUD BOY） NACK5廣播劇CD（妙香花仙薰）
- 打工吧！魔王大人（蘆屋四郎）[注 25]
- 破天荒遊戲（塞拉提多·亞納迪斯）
- 偷偷愛著你（奧斯卡·M·姬島）
- 花樣男子 CD書版（美作明）
- 流行之神 廣播劇CD（霧崎水明）
- 薔薇王的葬隊（沃里克[312]）[注 26]
- Piece of T
- 暮蟬悲鳴時系列 廣播劇CD版（赤坂衛）
- 羔羊的眼淚（日语：ひつじの涙）（天馬彩人）
- 火焰之纹章 黎明篇／紫嵐篇（日语：ファイアーエムブレム (佐野真砂輝&わたなべ京の漫画)#ドラマCD）（那巴爾[313]）
- Five（日语：ファイブ (ふるかわしおりの漫画)）（中込充）
- 夢幻遊戲 玄武開傳（危宿／赫格斯）
- 惑星奇航CD DRAMA "Sound Marks"（尤里·米海洛柯夫）
- 女棒甲子園 CD廣播劇 燃燒對決！赤裸裸的9人（高杉宏樹[314]）
- 驚爆危機！ SECOND MISSION（不破學長）
- 龍息之焰III（日语：ブレス オブ ファイアIII） 廣播劇專輯（桑特）
- 進化戰記 Panorama Sound CD夜話（貝塔曼·拉米亞）
- 凡爾賽玫瑰 --（艾倫）
- 女神異聞錄2 罪與罰 ～無盡的青春～（周防達哉）
- PERSONA -trinity soul-（神鄉諒）
- VELVET UNDERWORLD「Fragment story #0 “The Fool”」（A.Y.A）
- 系列（市川忠正）
  - 第一譚 
  - 第二譚 
  - 第三譚 天狗草紙[315]
- 波族傳奇（日语：ポーの一族） 第3卷（奧斯華）
- POPS（三島岳志）
- voice-MIX 系列（馬未塚清英）
- 魔人偵探腦嚙涅羅系列（腦嚙涅羅）
  - 廣播劇CD
  - 廣播劇CD2
- （納吉·史普林菲爾德）
- 魔法老師！永别了，深愛的紅翼（納吉·史普林菲爾德）
- Maho Demmy週番日誌系列（凱爾·卡里奧斯特羅公爵）
- 真夜中的喜多郎和彌次郎 愛與幻覺的小夜曲（日语：真夜中の弥次さん喜多さん）（巴登）
- 替身伯爵（日语：身代わり伯爵シリーズ）系列（愛德華）
  - 替身伯爵的冒險
  - 替身伯爵的婚禮
  - 替身伯爵與秘密約會[注 27]
- Mr.FULLSWING強棒出擊（中宮紅印）
- 水之旋律系列（桐原拓哉）
- Missing Road（律主）
- 蜜×蜜水果糖（久喜絃青）
- 潮男高校 1－4（野上英敏）
- 幻影少年 廣播劇CD版（白銀）
- 出雲傳奇（日语：八雲立つ） 新音盤物語（甕智彥）
- 龍的溫柔殺伐系列（魔道王丹塔里昂）
- 悠久幻想曲（日语：悠久幻想曲）系列（1,2nd Album vol.1、vol.2,ensemble vol.2,悠久組曲 vol.1，艾瑞夫·柯爾遜）
- 勇者指令達古王系列（廣瀨海）
- 妖怪公寓的優雅日常（夫爾）[注 28]
- 螺湮城新傳 第一話 ～烏爾圖姆之章～（キルヒコ）
- LOVELESS系列（南律）
- 浪客劍心（宇治木）
- 戀愛Illusion（久我貴之）
- WILD HALF 廣播劇專輯系列（沙羅沙）
  - Encounter1
  - Encounter2
  - Encounter3
- Fate/Prototype 蒼銀的碎片 Drama CD（Rider[316]）
- 小書痴的下剋上：為了成為圖書管理員不擇手段！
  - 廣播劇CD8（班諾[317]）
  - 廣播劇CD10（班諾[318]）

#### BLCD
- 亞瑟花園 黑盤（道格拉斯·波爾德溫Jr.）
- （宇都宮貴之）
- 有栖川家的新娘（有栖川譽）
- 美麗男子（日语：美しい男#ドラマCD）（史泰拉斯塔）
- EGOIST PRINCE（海茵茲）
- 天使遊戲（麻生司）
  - 墮落天使遊戲
- 渇愛（高見怜二）
  - 縛戀
- 他是無慈悲的夜之帝王（西園寺黎）
- 可愛的人。系列（高根千尋）
- （陰陽師）
- （生駒萬里）
- （風真涼介）
- 記憶的風（高原秀一）
- 禁斷的甜美果實（洋司、行平）
- （史坦利·馮）
- 萬有引力系列（坂野）
- 幻想少年譚 月彥（藤村莊介）
- 無法沉默的交涉人（兵頭壽悅）
- 戀愛就像暴風雨（坂口東）
  - 戀愛就像暴風雨＋(Plus)
- 豪華客船系列（恩佐）
  - 豪華客船上戀愛的開始 1－6
  - 豪華客船上心跳的加速開始
- 傲慢的龍之帝王（王光耀）
  - 傲慢的龍之下賤
- （曉）
- SASRA 1（張鷹峻）
- 17歲秘密的欲情（高村）
- 純情之夜激戰區♥（淺香英）
  - 純情之夜激戰區♥
- 擁抱灼熱的夜晚（賽德）
- Chopin系列（花京院遙）
  - 粉紅色的Chopin
  - 仔貓的華爾滋
  - 超絕技巧練習曲
  - Starlight☆Chopin
  - Cherry Night☆Chopin
  - Beach Site☆Chopin
- 紳士的甜美略奪（海棠貴之）
- 紳士的夜晚求愛
- 喜歡所以喜歡系列（夜）
- GP學園學生會執行部（日语：GP学園生徒会執行部）系列（司堂叡智）
- SWEET ～他充滿香甜甜美的曖昧～（蓮乃辺凱朋）
- SWEET ROOM 愛之蜜（久世柾貴）
- STEADY STUDY（飯島清史）
- Strawberry Decadent（尾花澤兼次）
- 學生會長請小心（日语：生徒会長に忠告） 1－2（阿久津）
- （羽澤誓史）
- 經過千年還是愛你（國神明王）
- 是 -ZE- 系列（守夜）
  - 是 -ZE- 3 守夜&隆成篇
- 絕愛 DRAMAMIX 1993（泉拓人）
- （笹山朝日）
- （佐原隼人）
- （威爾弗雷德）
  -  上、下、番外篇
- （哈利爾）
- Decoy 囮鳥（火野一左）
  - Decoy 迷鳥
- （三條彰人）
- 奴隷系列（瀨名祐介）
  - 奴隷
- 伯爵系列（遠山聖涼）
  - 喜歡玩危險遊戲的伯爵
  - 喜歡秘密果實実的伯爵
  - 喜歡甜蜜魅惑的伯爵
- 和爸爸KISS IN THE DARK系列（宇都宮貴之）
- Punch↑ 1－4（牧志青）
- P.B.B.3  Play Boy Blues（牧志青）
- 美男殿堂 第1－第3宮殿（周防帝）
- 這是秘密♥系列（白鳥麗音）
  - 這男孩子的秘密♥
  - 這個回憶是秘密♥
  - 這招寢技的秘密♥
- 秘·密·的家庭教師（天方康熙）
- 妖精學園Feararuka♥系列（吉爾）
- Finder的標的（日语：ファインダーシリーズ）（麻見隆一）
- 難以形容的不實之戀 -浪漫神示-（藤代冰楯）
- 早餐俱樂部系列（犬山廣樹）
- 炎之行方（姬榊一真）
- 請成為屬於我的人吧系列（吉良巧介）
- 魔王系列（赦那）
  - 戀罪的本事
  - 幸福的誘惑
- 密約（黑河芳明）
- 眼鏡cafe GLASS系列（砂地）
- 遊覧船（間宮悠）
- 新娘還不來（小早川一美）
- 進行略奪吧系列（雷諾斯、諾頓）
  - 進行略奪吧
  - 君臨天下吧
  - 進行征服吧
- 男公關白皮書（真行寺只伴）
- （結城）
- （奧貫大司）
- WONDER BOY ～My Dear Wonder～（柳生信之介）
- 我的銀狐（椿莊一）
- Mr.Secret Floor~小說家的惡作劇音符（八神響）

### 外語配音

#### 電影／電視影集
| 作品年份 | 作品名稱                   | 配演角色                      | 演員                   | 媒介                    |
| -------- | -------------------------- | ----------------------------- | ---------------------- | ----------------------- |
| 1980     | 星際大戰五部曲：帝國大反擊 | －                            | －                     | 朝日電視台版            |
| 1982     | 劊子手之歌                 | 利基·伍德                     | 麥可·萊克萊爾          | [ 注 30 ]               |
| 1983     | 高材生                     | －                            | －                     | [ 注 30 ]               |
| 1985     | 衰鬼升天                   | 蘭尼·巴恩斯                   | 傑森·葛德利            | Netflix頻道／DVD&BD版本 |
| 1985     | 艾曼女王                   | 維多                          | －                     | [ 注 30 ]               |
| 1986     | 紅粉佳人                   | 施特夫·麥克                   | 詹姆士·史碧達          | [ 注 30 ]               |
| 1986     | 天降神兵                   | 菲爾·布魯柏特旁白〈配音〉     | 蒂姆·羅賓斯理查德·基利 | Netflix頻道             |
| 1986     | 火爆教頭草地兵             | －                            | －                     | 朝日電視台版            |
| 1987     | 清秀佳人2                  | －                            | －                     | VHS版本                 |
| 1987     | 歡樂滿屋                   | 史提夫                        | 柯克·卡梅隆            | NHK教育版               |
| 1987     | 銀河飛龍                   | 紫少尉肯尼少尉                | －                     | Super！drama TV頻道     |
| 1987     | 末代皇帝                   | －                            | －                     | 朝日電視台版            |
| 1987     | 納粹特攻隊                 | 斐德列克                      | －                     | [ 注 30 ]               |
| 1988     | 燈紅酒綠                   | －                            | －                     | VHS版本                 |
| 1988     | 法律之上                   | 情夫〈艾力克斯〉              | 克里斯多福·佩迪托      | 影碟版本                |
| 1988     | 飛進未來                   | 小孩                          | －                     | 東京電視台版            |
| 1988     | 魔繭續集                   | －                            | －                     | [ 注 30 ]               |
| 1989     | 大偵探波洛                 |                               | －                     | NHK版                   |
| 1989     | 轟天炮2                    | －                            | －                     | TBS版                   |
| 1989     | 家有阿福 (第4季)           | 羅伯特                        | －                     | NHK教育版               |
| 1989     | 探戈與金錢                 | 槍手                          | 菲力普·譚              | 影碟版本                |
| 1990     | 閃電俠 (1990年電視影集)    | －                            | －                     | －                      |
| 1991     | 三角洲部隊3：殺戮遊戲      | 佩特                          | 馬克·伊瓦涅            | 影碟版本                |
| 1992     | 飛越情海                   | 比利·坎伯                     | 安德魯·舒              | WOWOW版                 |
| 1992     | 情人救命                   | 湯姆·麥                       | 伊森·霍克              | 東京電視台版            |
| 1992     | 女人香                     | 哈利·哈維邁耶                 | 尼古拉斯·塞德勒        | 影碟版本                |
| 1992     | 靈幻少女                   | 鳩摩羅                        | 李海興                 | VHS版本                 |
| 1993     | 我們要活著回去             | －                            | －                     | VHS版本                 |
| 1993     | 搖擺狂潮                   | 湯瑪斯·貝加                   | 克里斯汀·貝爾          | 劇院公映版本            |
| 1993     | 巔峰戰士                   | 布列特                        | 崔·布勞內              | 日本電視台版            |
| 1993     | X檔案                      | 第4季：傑森第8季：比利·麥爾斯 | －                     | 朝日電視台版            |
| 1994     | 超級王牌                   | 強尼·哈丁                     | 馬克斯·佩利希          | －                      |
| 1994     | 甜蜜芳心                   | 凱爾·維諾維奇                 | 強尼·格林              | NHK版                   |
| 1994     | 森林王子                   | 毛克利                        | 李截                   | VHS版本                 |
| 1995     | 紅番區                     | 東尼                          | 馬克·阿克斯            | 影碟版本                |
| 1995     | 雙截龍                     | 吉米·李                       | 馬克·德可斯可          | 劇院公映版本            |
| 1996     | 擋不住的奇蹟               | 蓋·彼德遜                     | 湯姆·埃弗瑞特·斯科特   | 劇院公映版本            |
| 1996     | The Silencer               | 列金                          | 卡洛斯·勞楚            | DVD版本                 |
| 1997     | 第五元素                   | －                            | －                     | 日本電視台版            |
| 1998     | 等不及說愛你               | 麥克·德克斯特                 | 彼得·費辛利            | 影碟版本                |
| 1999     | 第五元素                   | －                            | －                     | 日本電視台版            |
| 2001     | Cruel Game                 | 布拉德                        | 亞當·巴拉塔            | DVD版本                 |
| 2001     | 火山高校                   | 松學林                        | 權相佑                 | VHS版本                 |
| 2002     | 聖石傳說                   | 素還真〈配音〉                | 黃文擇                 | 劇院公映版本            |
| 2002     | 時光機器                   | 亞歷山大·哈迪根博士           | 蓋·皮爾斯              | DVD版本                 |
| 2002     | 叔比狗 (2002年電影)        | 弗雷德·喬斯                   | 弗雷迪·普林斯Jr.       | DVD版本                 |
| 2003     | 雙雄                       | 黎上正                        | 黎明                   | 劇院公映版本            |
| 2004     | 叔比狗2：怪獸偷跑          | 弗雷德·喬斯                   | 弗雷迪·普林斯Jr.       | DVD版本                 |
| 2004     | 鬼娃新娘之鬼娃也有種       | －                            | －                     | －                      |
| 2007     | 影子拳手                   | －                            | －                     | －                      |
| 2010     | 貓狗大戰2                  | 路／小獵犬〈配音〉            | 尼爾·柏德烈·夏里斯     | 劇院公映版本            |
| 2014     | 血族                       | 加百列·玻利瓦                 | 傑克·凱西              | Amazon Prime Video頻道  |
| 2016     | 自殺突擊隊                 | 小丑                          | 傑瑞德·萊托            | 劇院公映版本            |
| 2016     | 哈囉，我叫朵莉絲           | 約翰·福瑞蒙特                 | 馬克斯·格林菲爾德      | DVD版本                 |
| 2018     | 環太平洋2：起義時刻        | 泉元帥                        | 張晉                   | 劇院公映版本            |
| 2019     | 沙贊！                     | 希瓦納博士                    | 馬克·史壯              | 劇院公映版本            |

#### 動畫
- 表情符號電影（便便爸〈帕特里克·斯圖爾特〉[322]）
- 樂高蝙蝠俠電影（小丑[323]）
- 西遊記之大聖歸來（混沌[324]）
- 嚕嚕米：漫遊蔚藍海岸（英语：Moomins on the Riviera）（阿金（英语：Snufkin）[325]）
- 彩虹小馬：友情就是魔法（藍血王子）
- OK K.O.！（赤紅行動）
- 變形金剛系列
  - 變形金剛：重機械系列[注 35]（柯博文〈蓋瑞·喬克（英语：Garry Chalk）〉）
  - 變形金剛（柯博文〈蓋瑞·喬克〉）
  - 變形金剛：領袖的挑戰（力捷）

### 廣播節目
※記號表示說明網路廣播。
- Macross World（1996年，TBS廣播）
- BUD BOY（日语：BUD BOY#ラジオ）（1996年，NACK5（日语：エフエムナックファイブ））
- 廣播勇者指令達古王（1996年－1997年，日本廣播電台、大阪放送）
- 子安、冰上的GAME-DRA NIGHT（日语：子安・氷上のゲムドラナイト）（1996年－2001年，TBS廣播）
  - 子安、冰上的GAME-DRA A（2001年－2002年，TBS廣播）
- 超時空要塞Generation（日语：マクロス・ジェネレーション）（1997年，TBS廣播）
- 前往勇者王之路（1997年，文化放送）
- 白色十字架相關
  - Weiß kreuz（1997年－1998年，KBS京都、TBC電台）
  - Weiß kreuz FM（2001年－2002年，FM秋田（日语：エフエム秋田） 等台）
  - Weiß kreuz In the air/In Store（2002年－2003年，文化放送）
- 子安武人的Love Love Sho-Comi島（1998年－1999年，文化放送）
- 安琪莉可 FIRE DREAM Paradise（1999年，日本廣播電台、AM KOBE）
- 瑪莉小姐的小貓咪（1999年，日本廣播電台）
- 子安武人的Piece of T（文化放送）
- 子安武人的RadioMarine（1999年、AM KOBE）
- （2001年，文化放送）
  - 子安☆私市花LaLa（2002年，文化放送）
- Anime店長！子安、岩田的VOICE KYARABILI（日语：アニメ店長#ラジオ）（2006年－2009年，animateTV（日语：アニメイトタイムズ））※
- 女神異聞錄電台（2008年，音泉）※
- 廣播幻想水滸傳 收集出108顆星吧！（2008年，KONAMI STATION（日语：KONAMI STATION））※
- DIGITAL DEVIL RADIO（2010年，animateTV）※
- 戰國BASARA 本大爺電台。（2011年－2012年，音泉）※
- 女神異聞錄20th ANNIVERSARY 女神異聞錄電台（2016年，音泉）※
- Radio18if ～與你相繫電台～（2017年，音泉）※[326]
- 武人、光樹的KOYASU RADIO（2020年，RADI友）※[327]

### 廣播劇
- SUDA51'S SDATCHER（日语：スダッチャー）（羅賓·古德曼）

### 數位漫畫
- VOMIC 最強學生會長（黑神真黑）

### 廣播、對談、朗讀CD
- 愛的總訊息 告白
- 朗読CD 銀河鐵道之夜（解說／其他）
- 子安☆私市花LaLa
- 白色的明天！火箭團（日语：白い明日だ!ロケット団）（蒙多）
- 戰國武將物語 ～大名篇其貳～（第二話「德川家康物語」）
- 戰國武將物語外傳 ～14的大名物語～（德川家康物語外傳「雖然讓船成功浮出水面了。可是還是沉入水裡了」）
- 幕末志士物語 ～新選組篇～（「山南敬助物語」）
- 幕末志士物語外傳 ～14的新選組&薩摩、長州篇～（「山南敬助物語外傳」）
- 瑪莉小姐的小貓咪

### 網路廣播劇
- 蒼空疆域（日语：蒼空のフロンティア）（卡美洛·貝克曼）
- 真相之眼（藤田玲司）

### 柏青哥、角子機
- CR with丸高愛
- Hard Boiled -獅鷲的幻影-（日语：Hard Boiled -グリフォンの幻影-）（喬尼）
- CR特命係長 只野仁（日语：特命係長 只野仁）／角子機特命係長 只野仁（只野仁）
- 角子機蒼天之拳（日语：パチスロ蒼天の拳）／柏青哥CR蒼天の拳（流飛燕）
- 柏青哥CR櫻花大戰2（日语：CRサクラ大戦）（加山雄一）
- 神通小精靈（原子勉）
- CR龍玉八犬傳（阿修羅）
- 角子機（Sammy）城市獵人（冴羽獠）
- CR刃牙（鎬昴昇）
- CR魔法老師！（2017年，納吉·史普林菲爾德[328]）
- P福星小子 ～拉姆的LoveSong～（2019年，面堂終太郎（日语：面堂終太郎））

### 其它
- 小內小南的想做什麼就做什麼！（日语：ウッチャンナンチャンのやるならやらねば!）（「&物語」旁白）
- 新世紀福音戰士特別之夜（旁白）
- 倒數☆傳奇（傑特·卡迪斯）
- 真人電影「海月姬」特報（旁白）
- 戀愛王子 ～秘密的契約結婚～（成瀨·留加·響[329]）
- 星悅航空（廣告、機上「消防設備指南」解說）
- 快打旋風II DASH ～究極奧義篇～ ※錄影帶（最強角色決定戰實況，解說：大仁田厚）
- 快打旋風II DASH Turbo ※錄影帶（最強角色決定戰實況，解說：戶田誠司（日语：戸田誠司））
- 男生宿舍的秘密偶像（桐生圭悟）
- （傑特·卡迪斯）
- 傳奇系列祭 2010
- 傳奇系列祭 2012
- 東京隨機遇敵（日语：東京エンカウント）（節目過場的配音，使用的是以前錄製的音源）
- 東芝電梯（日语：東芝エレベーター）廣告
- 幕末志士的戀愛情事（日语：幕末志士の恋愛事情） iOS版（大久保利通[330]）
- 百變金剛情報電話（柯博文）
- 百變金剛 早場限定錄影帶（柯博文／旁白）
- 百變金剛 玩具廣告（旁白）
- 萬歲☆傳奇（日语：ビバ☆テイルズ オブ）（傑特·卡迪斯）
- 魔法氣泡 腦～天SPECIAL（木乃伊）
- 摩斯漢堡 TVCM 「來日本就是要愛咖哩」篇（旁白）
- （鬼灯輝）
- LITS 系列 篇 店頭廣播（旁白）
- 布袋戲 霹靂國際多媒體（PILI）--聖石傳說（素還真） 日語發行版
- TAKARA 勇者指令達古王（玩具廣告旁白）
  - 重連合體列車達古王
  - 超重連合體超級列車達古王
- 金融廣報中央委員會 教材錄影帶「金回 -金融-」（鈴木大輔）
- 聖火降魔錄 英雄百歌 Append Disc（納巴爾、龍克、傑洛[331]）
- 聖火降魔錄 Direct 2017.1.19 （旁白）
- 天才兒童MAX YOU（旁白）
- au（日语：au (通信)） TVCM 意識高！高杉「購買部」篇（特別版）（日語配音）

## 雜誌

### 著作物
- Z/ETA（佐野真砂輝&渡邊京（日语：佐野真砂輝&わたなべ京），幻冬舎）－秋田書店出版、單行本《 ～葉華多妖異記～》第1冊的宣傳推薦文的投稿。

### 原作、原案
- Weiß kreuz（原作）
- Weiß Side B（原案）
- VELVET UNDER WORLD（原作）
- Lunar Pitris（原作、作畫：濱田芽里，學研出版（日语：学研プラス）《Animedia》刊登）
- Z/ETA （原作）
- （原案）
- 腐敗帝王（原案）

## 音樂作品
聲優組合Weiß的歌曲請參照「Weiß kreuz」。

### 專輯
| 發行日期       | 專輯名稱（日文名稱）                   | 規格編號   | 最高排名 |
| -------------- | -------------------------------------- | ---------- | -------- |
| 1992年10月28日 | Water                                  |            |          |
| 1996年10月21日 | 愛的總訊息「告白」（愛のメッセージ集「告白」）                 | MMCL-1701  |          |
| 1999年5月21日  | 子                                     | VICL-60383 |          |
| 1999年12月1日  | GAME-DRA VOCAL COLLECTION BEST（BEST） | PCCB-00404 |          |
| 2000年5月13日  | Piece of T                             | MMCL-1001  |          |
| 2000年8月23日  | KOYASU 001（コヤス001）                         | SCDC-00038 |          |
| 2000年10月18日 | KOYASU 002（コヤス002）                         | SCDC-00044 |          |
| 2000年12月20日 | KOYASU 003（コヤス003）                         | SCDC-00053 |          |
| 2001年1月31日  | STELLA                                 | MMCL-1003  |          |
| 2001年2月21日  | KOYASU 004（コヤス004）                         | SCDC-00067 |          |
| 2001年4月25日  | KOYASU 005（コヤス005）                         | SCDC-00077 |          |
| 2001年6月20日  | KOYASU 006（コヤス006）                         | SCDC-00114 |          |
| 2001年7月18日  | VERSUS-conte-                          | SCDC-00100 |          |
| 2001年8月1日   | HARASHI（バラシ）                            | SCDC-00105 |          |
| 2001年12月5日  | White kiss                             | SCDC-00087 |          |

### 角色歌曲
| 發行日期 | 標題                                                        | 名義 | 曲名                                          | 備註                                        |
| 1996年   | 1996年                                                      | 1996年 | 1996年                                        | 1996年                                      |
| -------- | ----------------------------------------------------------- | --- | --------------------------------------------- | ------------------------------------------- |
| 12月11日 | 魔法使Tai！文化祭 歌唱、浴衣、民族舞蹈                      | 高倉武男（小野坂昌也）、油壷綾之丞（子安武人） | 「大勇者物語」                                | OVA《魔法使Tai！》相關歌曲                  |
| 12月11日 | 魔法使Tai！文化祭 歌唱、浴衣、民族舞蹈                      | 魔法俱樂部 | 「魔法使Tai！音頭」                           | OVA《魔法使Tai！》相關歌曲                  |
| 1997年   |                                                             | |                                               |                                             |
| 8月27日  | 魔法使Tai！ 戀愛、魔法、新歌                                | 魔法俱樂部 | 「魔法」                                      | OVA《魔法使Tai！》相關歌曲                  |
| 8月27日  | 魔法使Tai！ 戀愛、魔法、新歌                                | 油壺綾之丞（子安武人） | 「存在時間」                                  | OVA《魔法使Tai！》相關歌曲                  |
| 1999年   |                                                             | |                                               |                                             |
| 1月20日  | 悠久幻想曲角色系列 Vol.7 日君                               | 艾瑞夫·柯爾遜（子安武人） | 「日君」                                      | 遊戲《悠久幻想曲 2nd Album》相關歌曲        |
| 3月25日  | INITIAL D VOCAL BATTLE                                      | 高橋涼介（子安武人） | 「BLACK OUT」                                 | 電視動畫《頭文字D》相關歌曲                 |
| 3月25日  | INITIAL D VOCAL BATTLE                                      | 高橋涼介（子安武人）、高橋啓介（關智一） | 「奇蹟薔薇」                                  | 電視動畫《頭文字D》相關歌曲                 |
| 2001年   |                                                             | |                                               |                                             |
| 7月25日  | 天使 in your heart                                          | 水島明（飯塚雅弓）、香坂快人（子安武人） | 「Moon」                                      | 電視動畫《華麗的機會》插入歌曲              |
| 2002年   |                                                             | |                                               |                                             |
| 12月25日 | SAMURAI DEEPER KYO 角色歌唱專輯「狂奏歌」                   | 螢（子安武人） | 「妙風」                                      | 電視動畫《SAMURAI DEEPER KYO》相關歌曲      |
| 2003年   |                                                             | |                                               |                                             |
| 11月6日  | 純愛手札 Girl's Side Clovers' Graffiti VOL.6 冰室零一       | 冰室零一（子安武人） | 「Happy Birth Da」                            | 遊戲《純愛手札 Girl's Side》相關歌曲        |
| 2006年   |                                                             | |                                               |                                             |
| 3月22日  | 夢幻遊戲 全曲集 ～歌曲天地之箱                              | 子安武人 | 「運命星」 「僕宇宙君」 「言」 「YES -永遠-」 |                                             |
| 10月25日 | 電視動畫『戀愛天使安琪莉可』角色歌曲 VOL.9 奧立威           | 奧立威（子安武人） | 「未完」                                      | 電視動畫《戀愛天使安琪莉可》相關歌曲        |
| 2008年   |                                                             | |                                               |                                             |
| 12月17日 | 電視動畫「伯爵與妖精」角色詠嘆調集 格魯比的情歌             | 格魯比（子安武人） | 「Wonder Ride」                               | 電視動畫《伯爵與妖精》相關歌曲              |
| 2014年   |                                                             | |                                               |                                             |
| 8月20日  | Holy Future                                                 | （子安武人） | 「Hory Future 」                              | 遊戲《巴哈姆特之怒》相關歌曲                |
| 2015年   |                                                             | |                                               |                                             |
| 1月28日  | ONE PIECE 橫跨日本！47 Cruise CD in 北海道 NORTH BLUE ROAD  | 庫山［青雉］（子安武人） | 「NORTH BLUE ROAD」                           | 電視動畫《ONE PIECE》相關歌曲               |
| 4月1日   | Falcom Character Songs Collection Vol.2 奧利維爾·朗海姆     | 奧利維爾·朗海姆（子安武人） | 「琥珀愛」 「Go Fight！ ～愛真心君～」        | 遊戲《空之軌跡》相關歌曲                    |
| 2017年   |                                                             | |                                               |                                             |
| 4月12日  | ☆2nd SHOW TIME 2☆ Ancient &team                             | Ancient | 「我綾薙園華 ～Ver.～」                       | 電視動畫《高校星歌劇》第2期劇中插入歌       |
| 5月3日   | ☆2nd SHOW TIME 5☆ 星谷×月皇×魚住&Ancient                    | Ancient | 「SUPER×SPACER」                              | 電視動畫《高校星歌劇》相關歌曲              |
| 5月24日  | ☆2nd SHOW TIME 8☆ 星谷×揚羽&揚羽×遙斗                       | 揚羽陸（島崎信長）、月皇遙斗（子安武人） | 「君知世界」                                  | 電視動畫《高校星歌劇》相關歌曲              |
| 6月21日  | ☆2nd SHOW TIME 12☆ team鳳&team&揚羽×蜂矢×北原×南條&All Cast | All Cast | 「Gift ～～」                                 | 電視動畫《高校星歌劇》第2期劇中插入歌       |
| 2018年   |                                                             | |                                               |                                             |
| 9月19日  | 彈奏絕對雙刃                                                | 織田信長（森川智之）、豐臣秀吉（花江夏樹）、上杉謙信（鳥海浩輔）、武田信玄（小西克幸）、真田幸村（山下大輝）、伊達政宗（梅原裕一郎）、毛利元就（子安武人） | 「光盟約」                                    | 遊戲《戰刻夜想曲》相關歌曲                  |
| 9月19日  | 彈奏絕對雙刃                                                | 毛利元就（子安武人） | 「寂光燈」                                    | 遊戲《戰刻夜想曲》相關歌曲                  |
| 2019年   |                                                             | |                                               |                                             |
| 11月20日 | KING OF FIRE                                                | 矢吹真吾（子安武人） | 「Blazing heart」                             | 遊戲《格鬥天王 for Girlsfor GIRLS》相關歌曲 |

音樂單曲
- 命運之星（1995年8月21日）
- 無敵的LOVE（1996年8月31日）
- 忌妒夜未眠（1997年3月5日）
- get my revenge（1998年6月24日）
- Blast（1998年8月21日）
- DEFEND THE TRUTH（1999年3月20日）
- En La Luna（2000年7月26日）
- D×D（2001年5月23日）
- 翼（2001年10月24日）
- ALTERNATIVE（2007年7月25日）

音樂專輯
- VERSUS 2 -conte again-（2002年10月9日）
- Remember11 Prophecies Collection Vol.2 優希堂悟（2004年6月2日）
- Water（2004年8月25日）
- Soul Link 角色歌唱專輯（2005年5月25日）
- 吟遊默示錄 wieder Character CD Isaac（2006年10月25日）

### 其它參加作品
| 發行日期 | 標題                                        | 名義 | 曲名                           | 備註                                        |
| 1998年   | 1998年                                      | 1998年 | 1998年                         | 1998年                                      |
| -------- | ------------------------------------------- | --- | ------------------------------ | ------------------------------------------- |
| 10月21日 | 悠久幻想曲THE BEST -Selected by Characters- | 冰上恭子、子安武人、長澤美樹、西原久美子、飯塚雅弓、金丸日向子、淺田葉子、置鮎龍太郎                         | 「友達」                       | 遊戲《悠久幻想曲 2nd Album》相關歌曲        |
| 1999年   |                                             | |                                |                                             |
| 4月21日  | 愛男達3 ～故～                              | 子安武人、藤原啓治                                                                                           | 「ORIGINAL HEARTBREAK」        |                                             |
| 4月21日  | 愛男達3 ～故～                              | 子安武人 | 「FORTUNE」                    |                                             |
| 2000年   |                                             | |                                |                                             |
| 8月23日  | 悠久組曲 All Star Project 原聲音樂          | 置鮎龍太郎、子安武人、冰上恭子、飯塚雅弓、西原久美子                                                         | 「glory days ～僕知～」        | 遊戲《悠久組曲 All Star Project》片頭主題曲 |
| 8月23日  | 悠久組曲 All Star Project 原聲音樂          | 置鮎龍太郎、子安武人、冰上恭子、飯塚雅弓、西原久美子、三木真一郎、松本保典、宮村優子、麻績村真由子、長澤美樹 | 「the world of eternity song」 | 遊戲《悠久組曲 All Star Project》片尾主題曲 |

## 腳註

## 外部連結
- T's Factory公式官網的聲優簡介 （页面存档备份，存于） （日語）
- （日語）－子安武人的官方個人部落格。
- 【VELVET UNDER WORLD】 （页面存档备份，存于） （日語）－子安武人原案作品「VELVET UNDER WORLD」頁面。